# Montataire
Montataire est une commune française située dans le département de l'Oise en région Hauts-de-France.

## Géographie

### Localisation

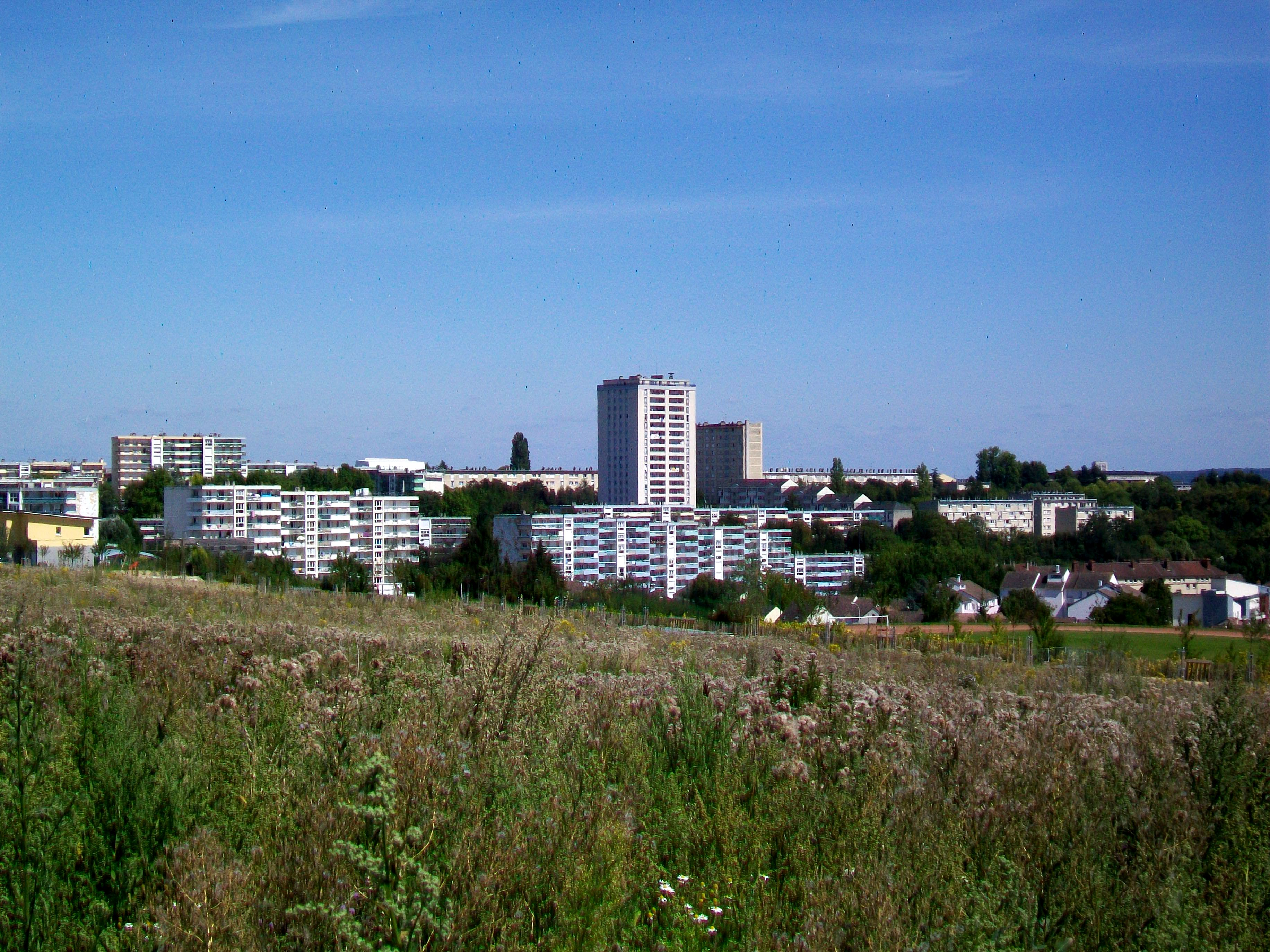
Quartier des Martinets.

Montataire se situe dans le sud du département de l'Oise, dans l'agglomération creilloise et à 3 km à l'ouest de Creil, à une distance orthodromique de 45 km au nord de Paris. La distance routière de la capitale est de 51 km par Creil et la RD 1016.
La ville se trouve dans l'unité urbaine de Creil, dans sa zone d'emploi et dans son bassin de vie, ainsi que dans l'aire d'attraction de Paris,

### Communes limitrophes
Montataire compte sept communes limitrophes, dont Saint-Vaast-lès-Mello est celle avec laquelle les limites communes sont les plus longues : du hameau de Magenta à l'ouest jusqu'à la vallée d'Ardoise au nord. Par contre, Saint-Maximin ne touche à Montataire que sur 600 m, au milieu de l'Oise, et la limite avec Saint-Leu-d'Esserent dépasse à peine les 1 000 m. Montataire est établie en continuité urbaine avec Creil de par leur quartier commun de Gournay / Usines, et avec Thiverny, dont les premières maisons en venant de la gare de Montataire sont encore situées sur le territoire communal de Montataire.
|                                |                               | Nogent-sur-Oise |
| Cramoisy Saint-Vaast-lès-Mello | Montataire                    | Creil           |
|                                | Thiverny Saint-Leu-d'Esserent | Saint-Maximin   |

### Géologie et relief

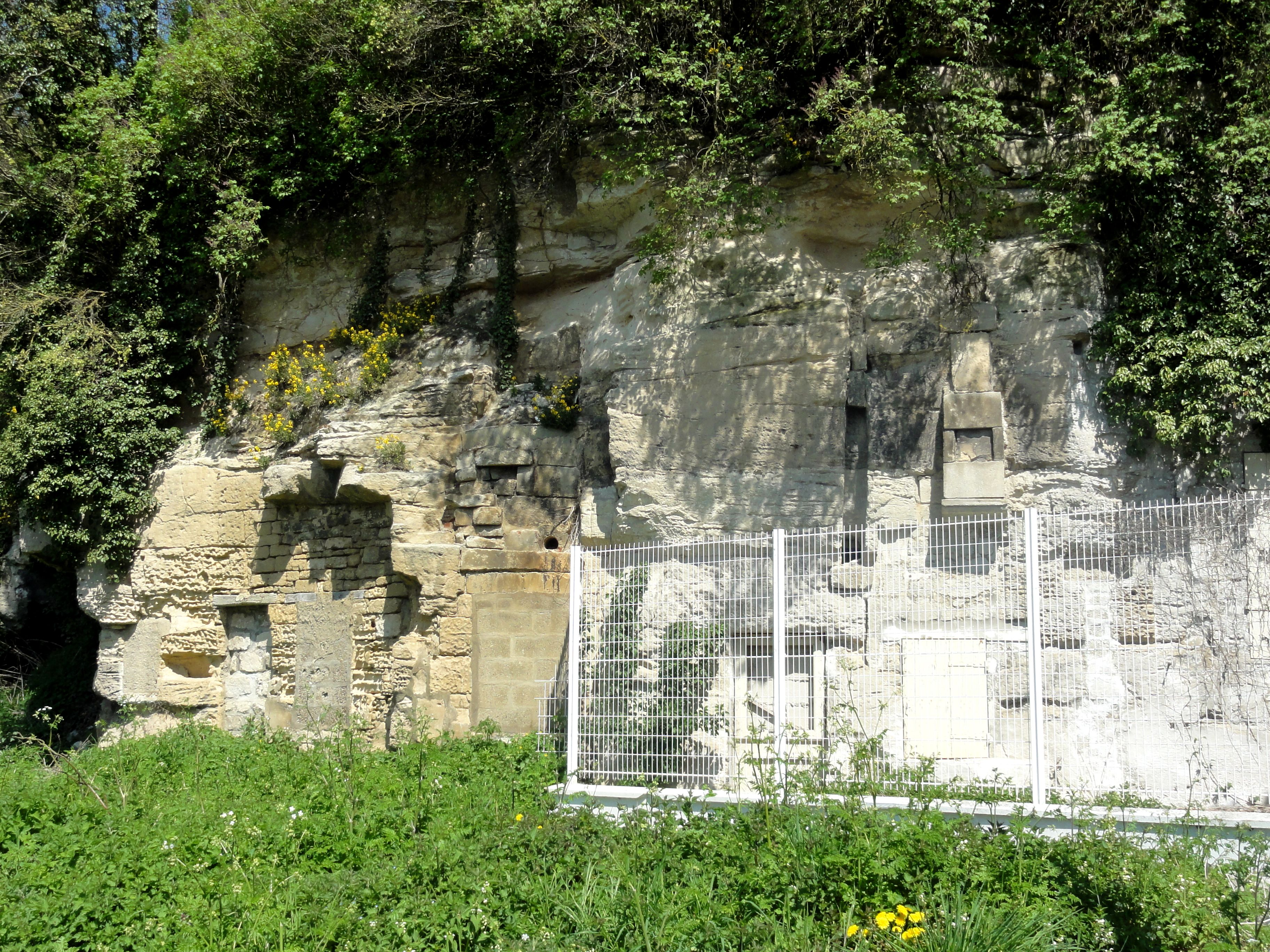
Habitat troglodytique, dit caverne de Bernard l'Ermite, rue de l'Église.

La superficie de la commune est de 10,66 km2 ; son altitude varie de 26  à   110 mètres. 
Le centre-ville est bâti sur la rive gauche du Thérain, dans une plaine limitée au sud par la rivière (qui coule ici dans un sens ouest-est), et au nord par les coteaux accidentés d'un plateau. Celui-ci monte rapidement jusqu'à 70 m d'altitude, puis plus successivement jusqu'au point culminant à l'extrémité nord-ouest du territoire communal, à 100 m d'altitude. À l'est du centre-ville, le plateau s'approche de 200 m du Thérain et forme une proéminence rocheuse, siège du château, de l'église et du cimetière. Puis la limite du coteau s'aligne dans un sens sud-ouest - nord-est, parallèle à l'Oise, mais avec un important recul : ici, place est laissée à une seconde plaine, plus vaste que celle du centre-ville, accueillant les cités ouvrières de Vitel et Gournay, ainsi que, près de l'Oise et des deux côtés de l'embouchure du Thérain, la zone industrielle. Elle est partagée avec les trois communes limitrophes de Creil, Thiverny et Saint-Leu-d'Esserent (ces deux dernières ne participant qu'en faible proportion).
Sur la rive droite du Thérain, la zone industrielle s'étend également sur la plaine qui fait face au centre-ville au sud. Plus en amont cependant, des marais et des étangs formés par des anciennes carrières (ZNIEFF type 1 n° national 220013813) prennent le relais, et la vallée du Thérain se rétrécit considérablement jusqu'au niveau du hameau de Magenta, à l'ouest.

### Hydrographie

#### Réseau hydrographique

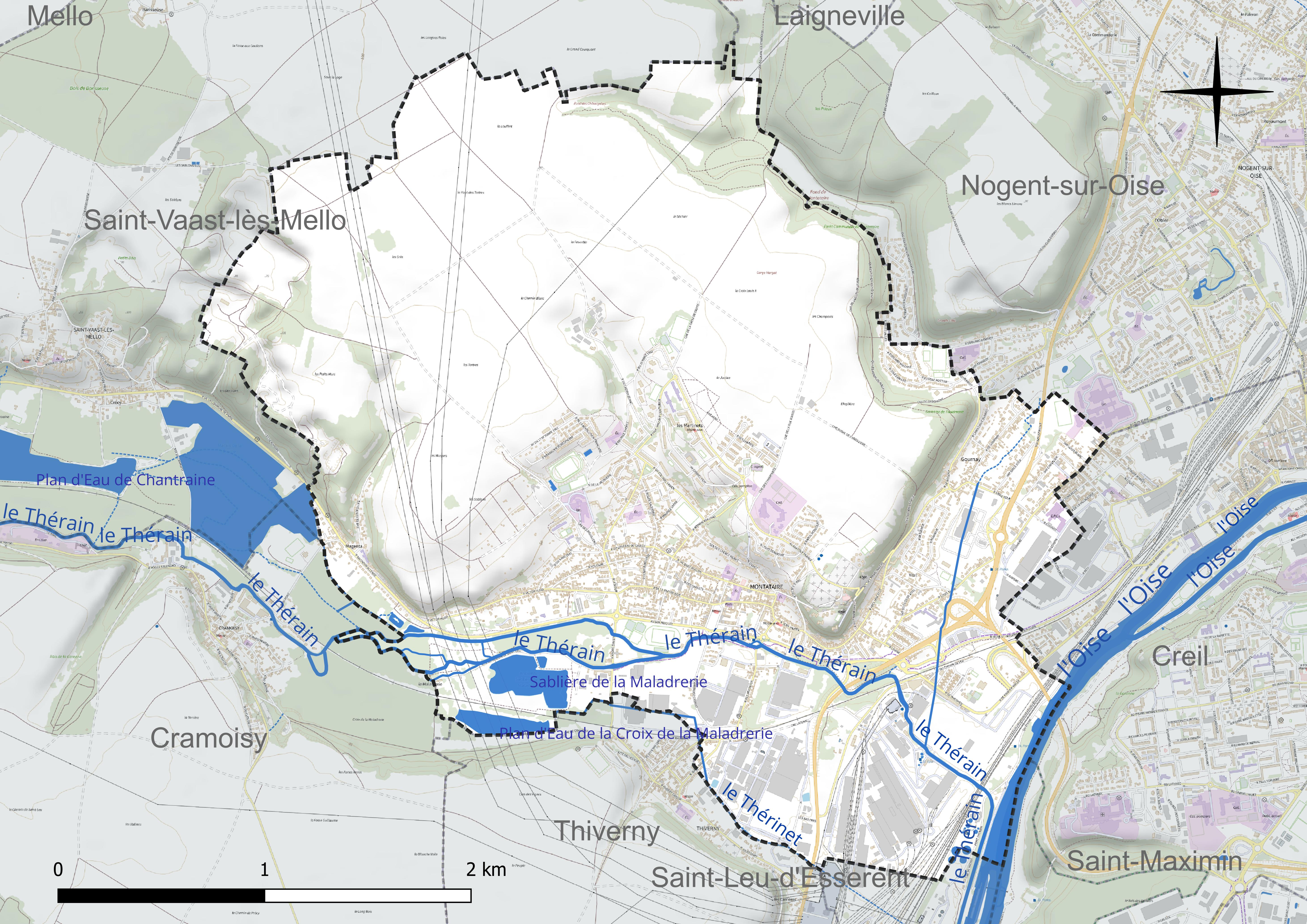
Réseau hydrographique de Montataire.

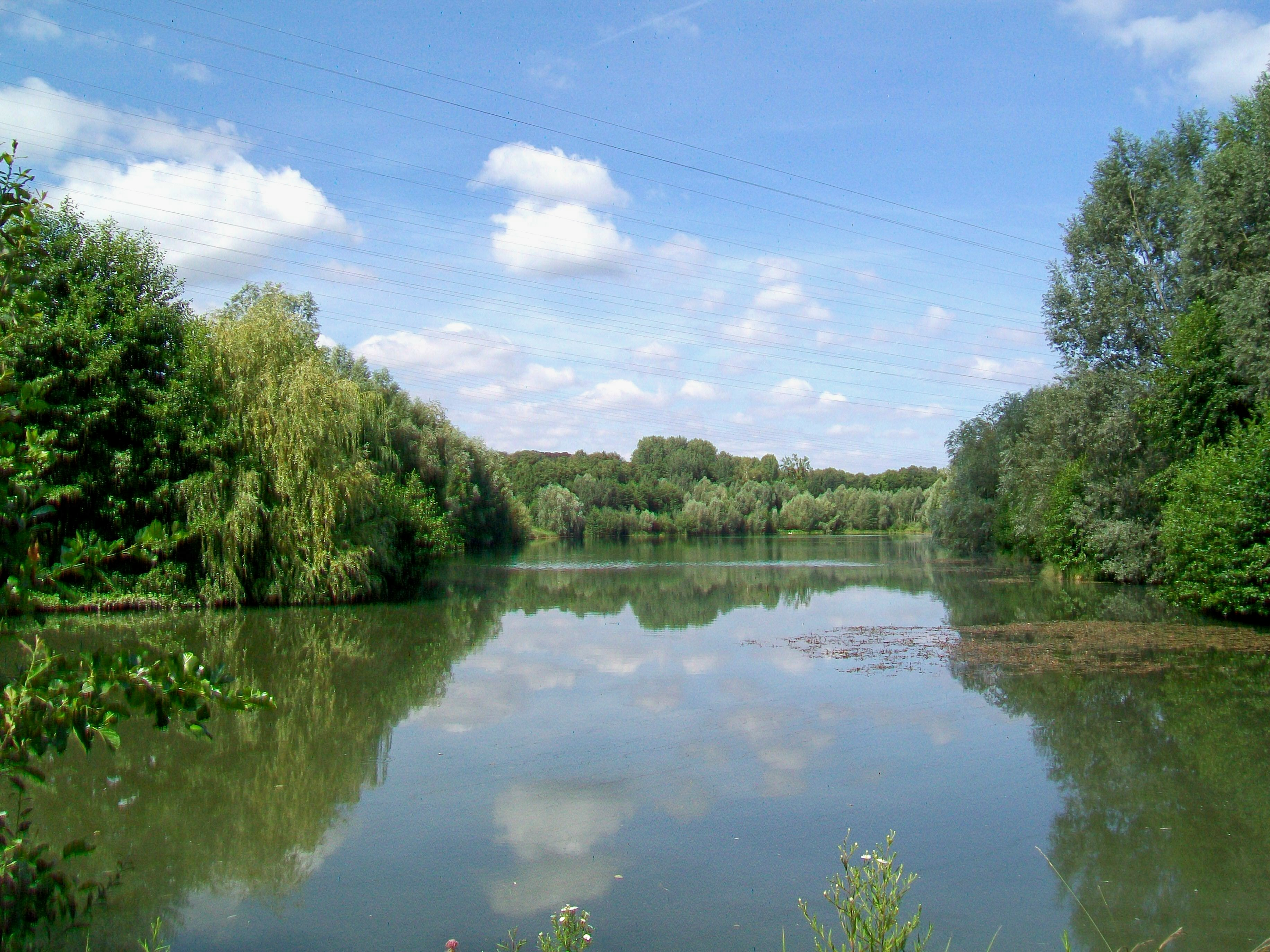
Les étangs de Thiverny; à l'emplacement d'une ancienne carrière.

La commune est située dans le bassin Seine-Normandie.
Elle est drainée par l'Oise, le Thérain, la dérivation de Creil et le fossé 01 de la commune de Saint-Leu-D'Esserent,,.
L'Oise prend sa source en Belgique, à 309 mètres d'altitude, dans l'ancienne commune de Forges et se jette dans la Seine à 20 mètres d'altitude, au Pointil en rive droite et en aval du centre de Conflans-Sainte-Honorine dans le département des Yvelines. D'une longueur 341 kilomètres, elle est presque entièrement navigable et bordée de canaux sur 104 kilomètres.
Le Thérain, d'une longueur de 94 km, prend sa source dans la commune de Gaillefontaine et se jette  dans l'Oise à Saint-Leu-d'Esserent, après avoir traversé 43 communes.
Deux plans d'eau complètent le réseau hydrographique : l'ancienne la sablière de la Maladrerie (6,3 ha) et le plan d'eau de la Croix de la Maladrerie (3,3 ha),.

#### Gestion et qualité des eaux
Le territoire communal est couvert par le schéma d'aménagement et de gestion des eaux (SAGE) « Sensée ». Ce document de planification concerne un territoire de 1 219 km2 de superficie, délimité par le bassin versant du Thérain. Le périmètre a été arrêté le 27 janvier 2023 et le SAGE proprement dit est, en 2024, en cours d'élaboration. La structure porteuse de l'élaboration et de la mise en œuvre est le syndicat intercommunal de la Vallée du Thérain (SIVT).
La qualité des cours d'eau peut être consultée sur un site dédié géré par les agences de l'eau et l'Agence française pour la biodiversité.

### Climat
Pour des articles plus généraux, voir Climat des Hauts-de-France et Climat de l'Oise.
En 2010, le climat de la commune est de type climat océanique dégradé des plaines du Centre et du Nord, selon une étude du CNRS s'appuyant sur une série de données couvrant la période 1971-2000. En 2020, Météo-France publie une typologie des climats de la France métropolitaine dans laquelle la commune est dans une zone de transition entre le climat océanique et le climat océanique altéré et est dans la région climatique  Nord-est du bassin Parisien, caractérisée par un ensoleillement médiocre, une pluviométrie moyenne régulièrement répartie au cours de l'année et un hiver froid (3 °C).
Pour la période 1971-2000, la température annuelle moyenne est de 11,1 °C, avec une amplitude thermique annuelle de 14,7 °C. Le cumul annuel moyen de précipitations est de 660 mm, avec 11,2 jours de précipitations en janvier et 7,9 jours en juillet. Pour la période 1991-2020, la température moyenne annuelle observée sur la station météorologique la plus proche, située sur la commune de Creil à 3 km à vol d'oiseau, est de 11,2 °C et le cumul annuel moyen de précipitations est de 662,2 mm,. Pour l'avenir, les paramètres climatiques de la commune estimés pour 2050 selon différents scénarios d'émission de gaz à effet de serre sont consultables sur un site dédié publié par Météo-France en novembre 2022.
| Mois                                  | jan.             | fév.             | mars             | avril         | mai             | juin           | jui.           | août           | sep.            | oct.          | nov.             | déc.             | année      |
| ------------------------------------- | ---------------- | ---------------- | ---------------- | ------------- | --------------- | -------------- | -------------- | -------------- | --------------- | ------------- | ---------------- | ---------------- | ---------- |
| Température minimale moyenne (°C)     | 1,4              | 1,2              | 3,1              | 4,9           | 8,4             | 11,4           | 13,4           | 13,2           | 10,3            | 7,8           | 4,3              | 1,9              | 6,8        |
| Température moyenne (°C)              | 4,1              | 4,6              | 7,5              | 10,3          | 13,7            | 16,9           | 19,2           | 19             | 15,6            | 11,9          | 7,4              | 4,5              | 11,2       |
| Température maximale moyenne (°C)     | 6,8              | 8                | 12               | 15,6          | 19              | 22,4           | 24,9           | 24,8           | 20,9            | 15,9          | 10,5             | 7,2              | 15,7       |
| Record de froid (°C) date du record   | −21,6 17.01.1985 | −18,5 14.02.1956 | −11,4 08.03.1971 | −5,3 06.04.21 | −2,6 03.05.1981 | 0,7 01.06.1975 | 3,5 01.07.1960 | 3,2 01.08.1965 | −0,6 17.09.1971 | −5 28.10.03   | −11,3 24.11.1998 | −16,7 31.12.1970 | −21,6 1985 |
| Record de chaleur (°C) date du record | 15,9 27.01.03    | 21,4 28.02.1960  | 25,4 31.03.21    | 28 20.04.18   | 31,7 07.05.1976 | 36,4 27.06.11  | 41,6 25.07.19  | 39,3 09.08.20  | 35,3 15.09.20   | 28,3 01.10.11 | 20,7 08.11.15    | 16,9 07.12.00    | 41,6 2019  |
| Ensoleillement (h)                    | 492              | 867              | 1 417            | 2 008         |                 | 2 169          |                | 217            | 1 806           | 1 184         | 674              | 614              |            |
| Précipitations (mm)                   | 56,2             | 47,1             | 48,2             | 45,2          | 60              | 56             | 56             | 57,6           | 45              | 61,1          | 59,2             | 70,6             | 662,2      |

## Urbanisme

### Typologie
Au 1er janvier 2024, Montataire est catégorisée grand centre urbain, selon la nouvelle grille communale de densité à sept niveaux définie par l'Insee en 2022.
Elle appartient à l'unité urbaine de Creil, une agglomération intra-départementale regroupant 23  communes, dont elle est une commune de la banlieue,,.
Par ailleurs la commune fait partie de l'aire d'attraction de Paris, dont elle est une commune d'un pôle secondaire,.

### Occupation des sols

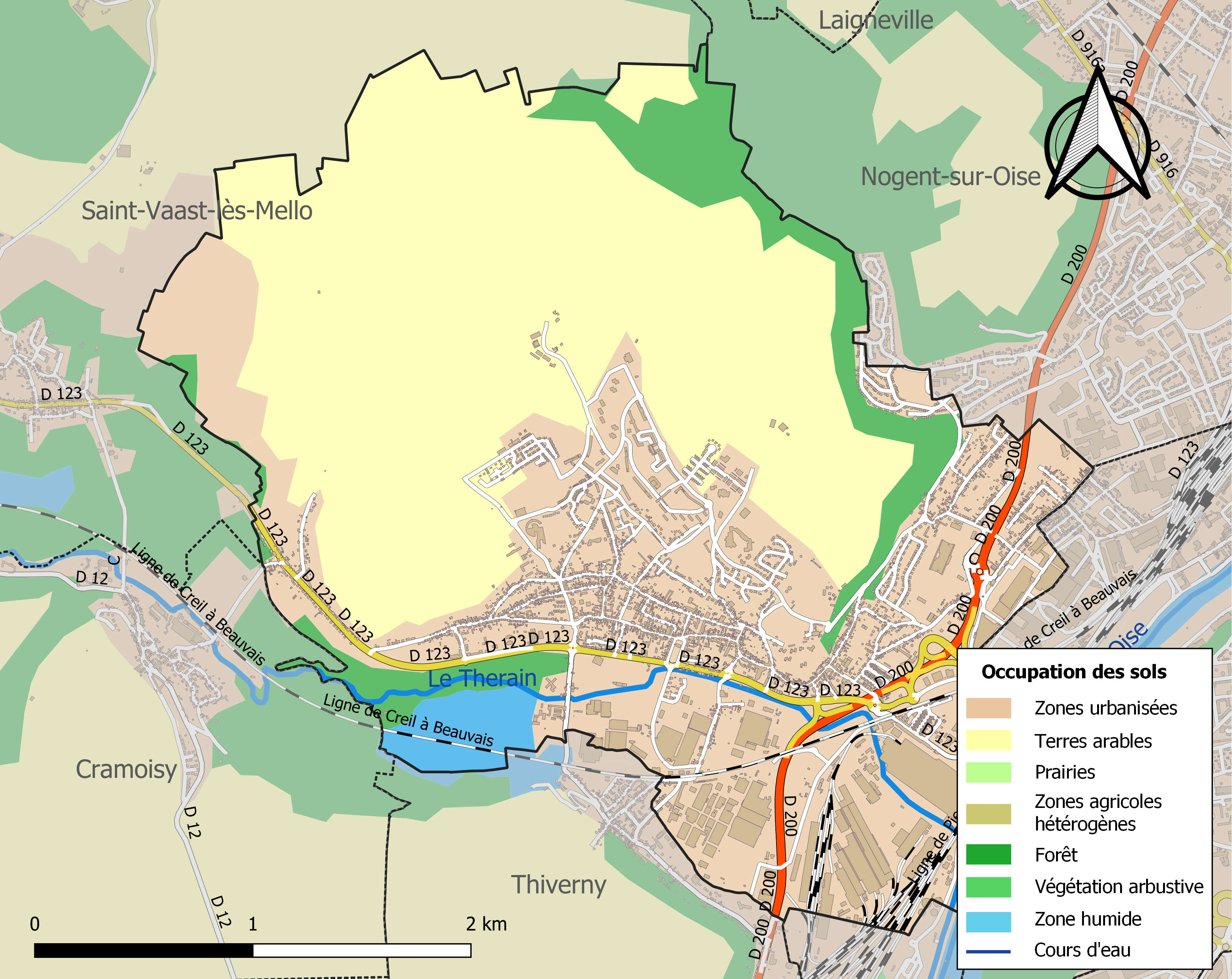
Carte des infrastructures et de l'occupation des sols de la commune en 2018 (CLC).

L'occupation des sols de la commune, telle qu'elle ressort de la base de données européenne d'occupation biophysique des sols Corine Land Cover (CLC), est marquée par l'importance des territoires artificialisés (45,5 % en 2018), en augmentation par rapport à 1990 (41,6 %).
La répartition détaillée en 2018 est la suivante : terres arables (44,2 %), zones urbanisées (25,7 %), zones industrielles ou commerciales et réseaux de communication (16,8 %), forêts (7,9 %), mines, décharges et chantiers (3 %), eaux continentales (2,3 %).
L'évolution de l'occupation des sols de la commune et de ses infrastructures peut être observée sur les différentes représentations cartographiques du territoire : la carte de Cassini (XVIIIe siècle), la carte d'état-major (1820-1866) et les cartes ou photos aériennes de l'IGN pour la période actuelle (1950 à aujourd'hui).

### Morphologie urbaine
La ville a donc dû s'étendre sur le plateau, au nord, du fait que la vallée du Thérain était entièrement occupée par les habitations, usines et infrastructures de transports. Les quartiers pavillonnaires de la première moitié du XXe siècle sont construits à flanc de coteau, et les quartiers de logements collectifs construits à partir des années 1960 surplombent la ville ancienne de près de 40 m. S'y ajoute une zone pavillonnaire près de l'église et du cimetière, à proximité immédiate du centre ancien. Le plateau reste essentiellement occupé par des surfaces agricoles et son aspect est plutôt dénudé, avec toutefois des vues s'ouvrant loin sur les alentours. À l'extrémité nord-est près de Nogent, l'on trouve encore des espaces naturels le long du vallon des Fonds de Montataire.
Le long du parcours du Thérain, en dépit de l'industrialisation précoce, la nature reste présente par intermittence avec les usines, et des sentiers de promenade permettent de découvrir les paysages de la rivière, notamment au parc municipal et en parallèle à la RD 123.
En 2014 est livrée l'opération de l'Orée- des-champs, dans le quartier des Martinets, comprenant 15 logements HLM et 30 maisons en accession sociale à la propriété.

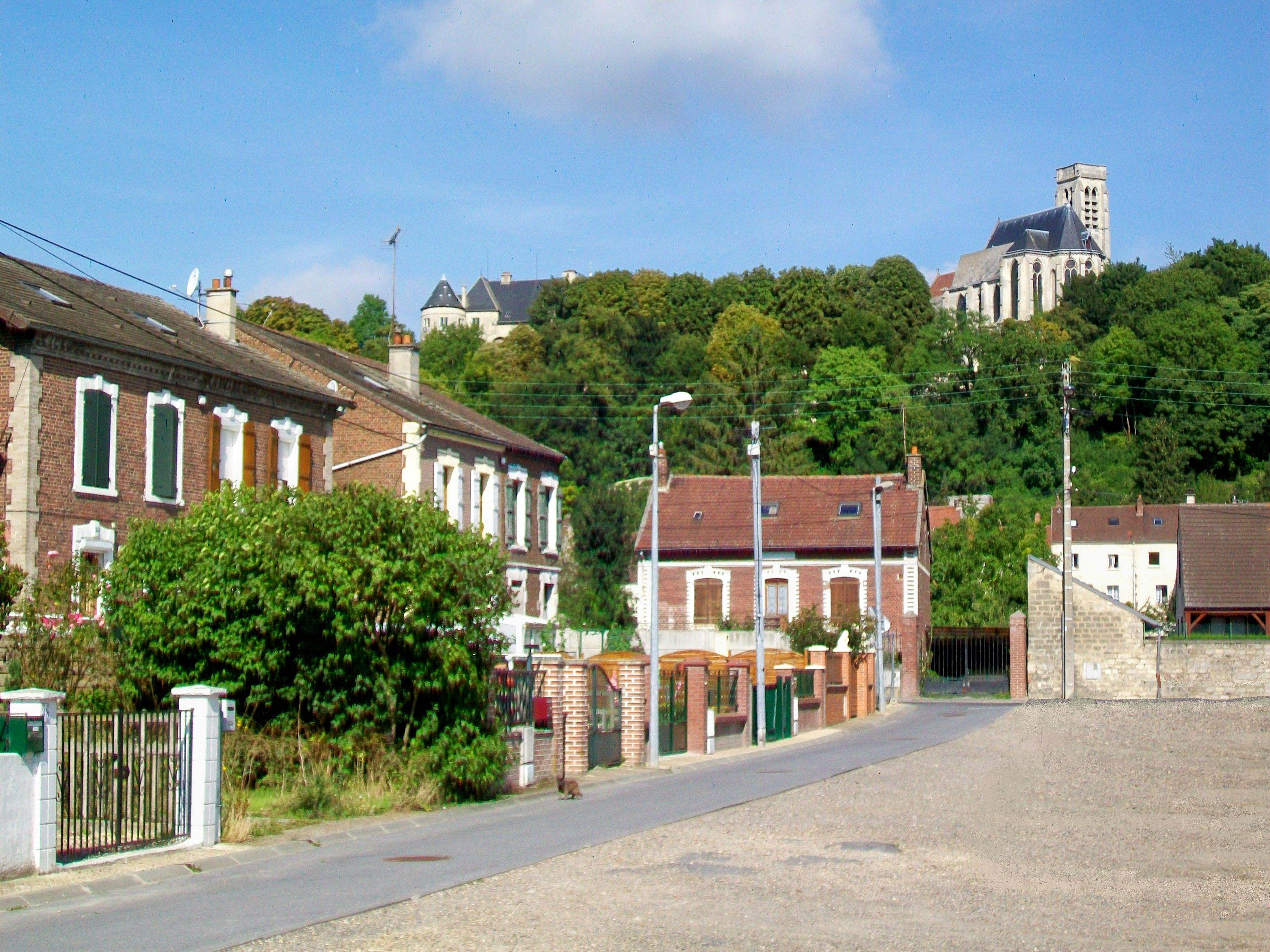
La cité Louis-Blanc ; au fond, le château et la collégiale Notre-Dame.
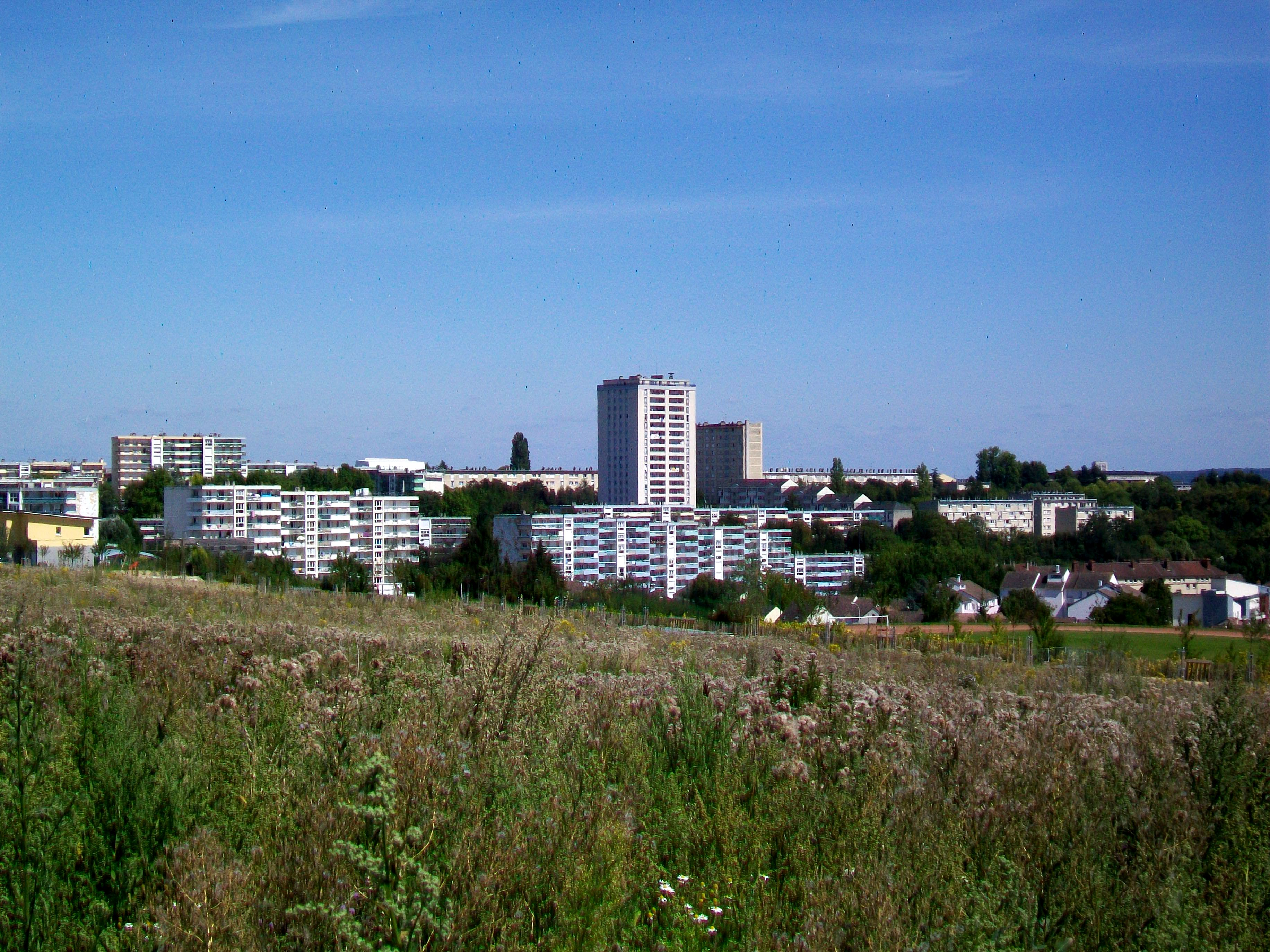
Vue sur le quartier nord.

### Lieux-dits, hameaux et écarts
La ville se compose des deux quartiers de Vitel et Gournay (ce dernier étant partagé avec Creil) et du hameau de Magenta.

### Habitat et logement
En 2021, le nombre total de logements dans la commune était de 5 516, alors qu'il était de 5 327 en 2016 et de 5 056 en 2011.
Parmi ces logements, 91,1 % étaient des résidences principales, 0,5 % des résidences secondaires et 8,4 % des logements vacants. Ces logements étaient pour 40 % d'entre eux des maisons individuelles et pour 57,7 % des appartements.
Le tableau ci-dessous présente la typologie des logements à Montataire en 2021 en comparaison avec celle de l'Oise et de la France entière. Une caractéristique marquante du parc de logements est ainsi la faible proportion des résidences secondaires et logements occasionnels (0,5 %) par rapport au département (2,4 %) et à la France entière (9,7 %).
| Typologie                                               | Montataire | Oise | France entière |
| ------------------------------------------------------- | ---------- | ---- | -------------- |
| Résidences principales (en %)                           | 91,1       | 90,5 | 82,2           |
| Résidences secondaires et logements occasionnels (en %) | 0,5        | 2,4  | 9,7            |
| Logements vacants (en %)                                | 8,4        | 7    | 8,1            |

Malgré un patrimoine important de logements sociaux, entre 1 000 et 1 200 familles sont, en 2019, en attente de relogement en HLM, et, dans l'ensemble du bassin Creillois, plus de 5 000. La municipalité de Jean-Pierre Bosino souhaite donc poursuivre le développement du parc social, ainsi que du parc de logements intermédiaires pour répondre aux besoins des habitants.

### Voies de communication et transports

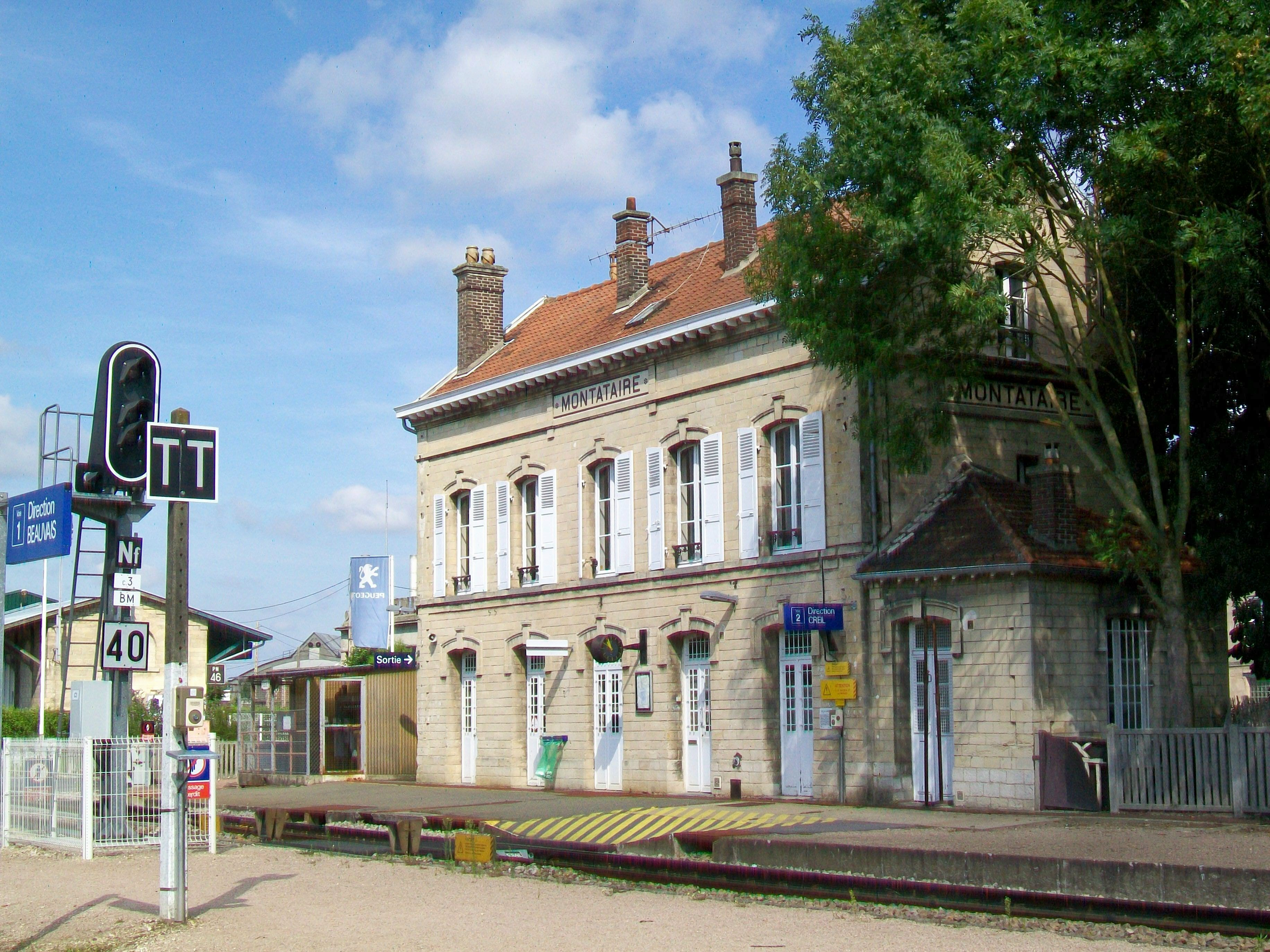
La gare de Montataire.

Montataire se situe sur la RD 123 Creil - Cires-lès-Mello, route qui suit la rive gauche du Thérain et qui permet de rejoindre Beauvais par la RD 12. C'est l'unique route d'importance à traverser le centre-ville, mais en même temps un axe à forte circulation. Il communique au sud-est de la commune avec la RD 200, qui établit le lien entre l'ancienne RN 16 (actuelle RD 1016) au nord de Nogent-sur-Oise et la rive droite de l'Oise en direction de Saint-Leu-d'Esserent et Beaumont-sur-Oise, ainsi qu'avec la RD 201. Cette route représente la déviation sud de Creil et établit le lien avec la RD 1017 (ancienne nationale 17) ainsi qu'avec la RD 1330 pour le chef-lieu d'arrondissement de Senlis et l'A1 (sortie n° 8 Senlis / Creil). Sur le plan local, la RD 92e relie le centre-ville à la commune voisine de Thiverny et rejoint ensuite la RD 200 en direction de Saint-Leu-d'Esserent.
En 2019, la circulation est difficile sur l'axe principal de la commune, emprunté chaque jour par  des milliers de voitures et poids  poids lourds, et rendent difficiles les déplacements motorisés le matin et le soir.
En transports collectifs, la ville est desservie par le TER Hauts-de-France et par des lignes de bus du réseau AXO : 
- La ligne A dessert Montataire au départ de la zone commerciale de Saint-Maximin en passant par l'hôpital de Creil, le centre-ville et la gare de Creil. À partir de la mairie de Montataire, le quartier du plateau est desservi dans un seul sens par un itinéraire en boucle. En 2022, la fréquence est d'un bus toutes les 10 à 14 minutes du lundi au vendredi, en fonction des périodes de la journée, avec une amplitude du service allant de 5 h 5 à 22 h 40. L'horaire est allégé pendant les vacances scolaires et le samedi[24]. Les dimanches, la fréquence est d'un bus toutes les 60 minutes.
- La ligne B dessert le parc d'activités des Marches de l'Oise ainsi que le cinéma Pathé.
- Les lignes C1 et C2 desservent le quartier des Fonds de Montataire.
- La ligne F relie Montataire à Saint-Leu-d'Esserent et propose quatre allers-retours par jour du lundi au vendredi uniquement[25]. S'y ajoutent des lignes scolaires. Le service de transport à la demande auparavant nommé « Résago » vers le hameau de Magenta et la commune de Saint-Vaast-lès-Mello a pris la dénomination de « AXO+ ». Il fonctionne tous les jours, sauf le 1er mai, en dehors des plages horaires et parcours assurés par la ligne A[26].

La commune est également desservie, en 2023, par les lignes 631, 634, 646, 647, 6241, 6242, 6243, 6245 et 6345 du réseau interurbain de l'Oise.
La gare de Montataire se situe sur la ligne de Creil à Beauvais, à 800 m au sud de la mairie, dans la zone industrielle, pas très loin du centre-ville mais éloignée du quartier du plateau. Sauf pour la destination de Beauvais, la gare de Creil est plus commode pour les habitants de la ville. Elle est située à 3,6 km de la mairie de Montataire, et plus proche encore des quartiers de Vitel et Gournay. Point de convergence de cinq lignes depuis Paris-Nord, Pontoise, Beauvais, Amiens et Compiègne, la gare de Creil propose notamment des trains pour Paris avec un temps de trajet de 30 min environ et seulement deux arrêts intermédiaires.

## Toponymie
Le nom de la localité est attesté sous les formes monta tera (1030); de monte tare (vers 1106) ; in praeria Montistere (vers 1107) ; Hugo de Montistera (vers 1107) ; de monte thara (vers 1130) ; ad villam montis Tharœ (vers 1150) ; Guernonis majoris de monthethara (vers 1150) ; in villa que montistera vocatur (vers 1150) ; ecclesiam de Monthatere (1151) ; Montatere (1152) ; de monte thare (1162) ; Montetare (1172) ; Muntatere (1181) ; mons Theroe (1182) ; apud montem Tharoe (1182) ; Galteri decani Montis Tarae (1184) ; mons Tharoe (1202) ; de monte Thare (1202) ; Monta tere (1209) ; Petrus de Montathere (1213) ; Mons ad tharam (1217) ; Montaterre (1218) ; Renaldus de Montatere (1218) ; Petrus de Montatheire (1232) ; apud montem Thare (1241) ; de monte de Montateire (1246) ; dominus de Monte thare (1249) ; de Montatare (1256) ; Mont ta tere (1256) ; Monthatere (1256) ; sires de Mont tatere (1257) ; le pree de Montatere (vers 1257) ; Monstatere (1260) ; Montethaire (vers 1270) ; Montathere (vers 1270) ; de monthare (1271) ; Milet de Montetere (1279) ; Monte there (1298) ; de Montis thare … ecclesiis (1329) ; Montethare (1356) ; la montaigne de Montathère (vers 1360) ; Montatherre (1373) ; Monthaterre (1373) ; le priore de saint lienard de montathere (1384) ; Mont a There (1444) ; ecc. de Monthatere (XVe) ; prior de Montatere (XVe) ; Montataire lès Saint-Leu (1511) ; Mont a terre (1646) ; Montataire (1667) ; Montaterre (1711).

Monta tera en 1030, « Mont a terre », pour ses montées (vers les plateaux du haut) ; La situation géographique de Montataire, avec un plateau surmontant la vallée, à la confluence de l'Oise et du Thérain, a fait de ce site un endroit stratégique.
Ce toponyme est issu de l'agglutination du latin mons et du nom de la rivière therain, Mons ad tharam en 1217 signifie « le mont près du Thérain ». Le Thérain est une rivière française du bassin de la Seine, il s'agit d'un affluent de rive droite de l'Oise qui coule dans les départements de Seine-Maritime et de l'Oise (régions Normandie et Hauts-de-France). Il lui a donné son nom.

## Histoire

### Préhistoire
Montataire a été habitée au moins depuis le mésolithique (période moyenne de l'âge de pierre entre le paléolithique : âge de la pierre taillée et le néolithique : âge de la pierre polie).

### Antiquité
De l'époque gauloise, une torque d'or a été découverte à Montataire. Elle figure aujourd'hui au cabinet des médailles de la Bibliothèque nationale. Ce bijou appartenant à un dignitaire gaulois a été mis au jour par des ouvriers qui travaillaient à la construction de la voie ferrée inaugurée par le baron de Condé en 1846.
Il apparaîtrait que Jules César ait séjourné avec ses troupes sur le territoire de Montataire.
Des fouilles ont également permis de découvrir un cimetière mérovingien regroupant 292 sépultures du Ve au VIIe siècle. Des sarcophages sont toujours visibles au-dessus de la fontaine du jubilé.

### Moyen Âge
Au XIe siècle, Hugues de Clermont fait construire le château et l'église qui seront remaniés à plusieurs reprises. Au XIIe siècle, le château est fortifié et un mur d'enceinte est bâti autour de la ville pour se protéger des attaques. À partir du XVe siècle les Madaillan acquièrent le château, le reconstruisent, bâtissent les écuries puis l'embellissent.
Vers 1095, Pierre l'Ermite aurait séjourné à Montataire, dans une maison troglodytique, peu avant son départ pour la première croisade, à laquelle participait Renaud de Montataire, qui fit fortifier le château et construire l'église.
En 1846, le baron de Condé achète le château, le restaure et en écrit l'histoire.

#### Révolte paysanne des Jacques
En mai 1358 a lieu la Jacquerie, révolte paysanne qui dure un mois. Elle est menée par Guillaume Calle qui établit son quartier général à Montataire. Ce soulèvement contre la noblesse devait gagner près de 15 départements actuels et se soldera par la mort de 20 000 paysans.

### Époque contemporaine
Après la Révolution, les murs d'enceinte de la ville sont détruits.
Si, à Montataire, on vit de la culture, de l'élevage et du commerce, comme partout en France, le XIXe puis le XXe siècle sont ceux de l'industrialisation. On peut citer notamment des fabriques de boutons, de sabots, de chaussettes, de lunettes, de corsets, de cidre, une papeterie…

#### Montataire dans laNouvelle histoire de Paris(1841)
La commune est ainsi décrite en 1841 dans la Nouvelle histoire de Paris de Julien de Gaulle : « Montataire est situé sur une montagne presque vis-à-vis de Creil. Ce village se montre aux yeux du voyageur de la manière la plus pittoresque. De ce lieu on jouit d'une des plus belles vues de la contrée, et peut-être de la France. Le Thérain, ruisseau qui va se jeter dans l'Oise à un quart de lieue de Nogent, baigne le pied de la montagne. Le château, situé au sommet de la montagne, est dans une position extrêmement agréable ; il fut construit dans le XIIIe siècle. Henri IV venait souvent y visiter les Lesparre de Madaillan.
On voit encore auprès du village des portes et des vestiges de vieilles fortifications ; quelques parties des anciens murs subsistent encore. Si l'on juge de la ville par son ancien cimetière, son étendue était considérable. Elle était habitée par beaucoup de protestants, avant la ligue ; deux tombes de plomb des Madaillan se voient encore dans le château.
On assure que c'est dans l'église de Montataire que l'ermite Pierre fit ses premiers sermons pour exciter à la croisade ».

#### L'industrialisation

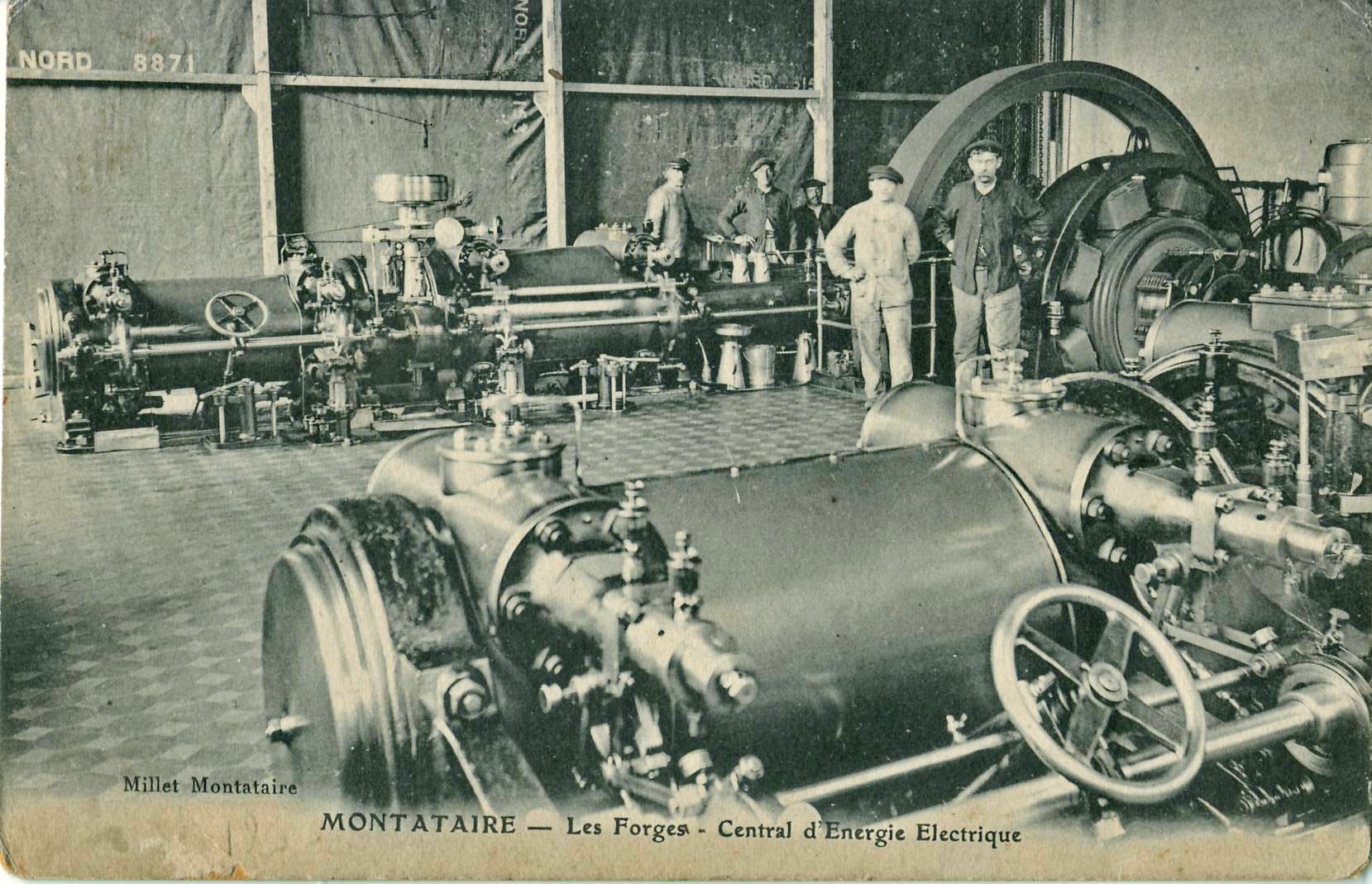
La centrale électrique de l'Usine des Forges, au début du XX, avec sa machine à vapeur (au fond) alimentant une dynamo, à droite.

En 1792 est créée l'usine qui, rachetée par les frères Mertian, deviendra l'Usine des Forges puis, successivement, la société des ponts et travaux en fer d'Henri Joret, Usinor, Sollac puis Arcelor, usine sidérurgique,.
En 1828, on compte à Montataire une usine de fer laminé, une manufacture de fonte, une papeterie, une scierie, une fabrique de boutons, deux moulins et plusieurs carrières.
De nombreuses industries s'implantent à Montataire, notamment : Cima Wallut qui produisait des machines agricoles, Brissonneau et Lotz devenues par la suite Chausson où étaient fabriqués des véhicules automobiles et des locomotives, l'usine Still-Saxby où sont fabriqués des chariots élévateurs, les établissements Voirin devenus Harris-Marinoni, puis Heidelberg et enfin Goss International, spécialisés dans la fabrication de rotatives…
Le développement de ces entreprises et le besoin de main-d'œuvre constant ont entraîné un accroissement de la population important, d'où l'expansion de nouveaux quartiers.
Ce furent tout d'abord les cités Mertian et Louis Blanc vers 1880, puis les cités Jules Uhry, Jules Guesde, Jean Biondi et enfin le quartier des Martinets dans les années 1960. Aujourd'hui quartier prioritaire, les Martinets comptent 4 429 habitants en 2020, soit un tiers des habitants de la ville.
La ville est desservie en 1882 par la ligne de Creil à Beauvais en gare de Montataire, facilitant les déplacements et favorisant le développement économique.

Cartes postales de Montataire, généralement des années 1900-1914
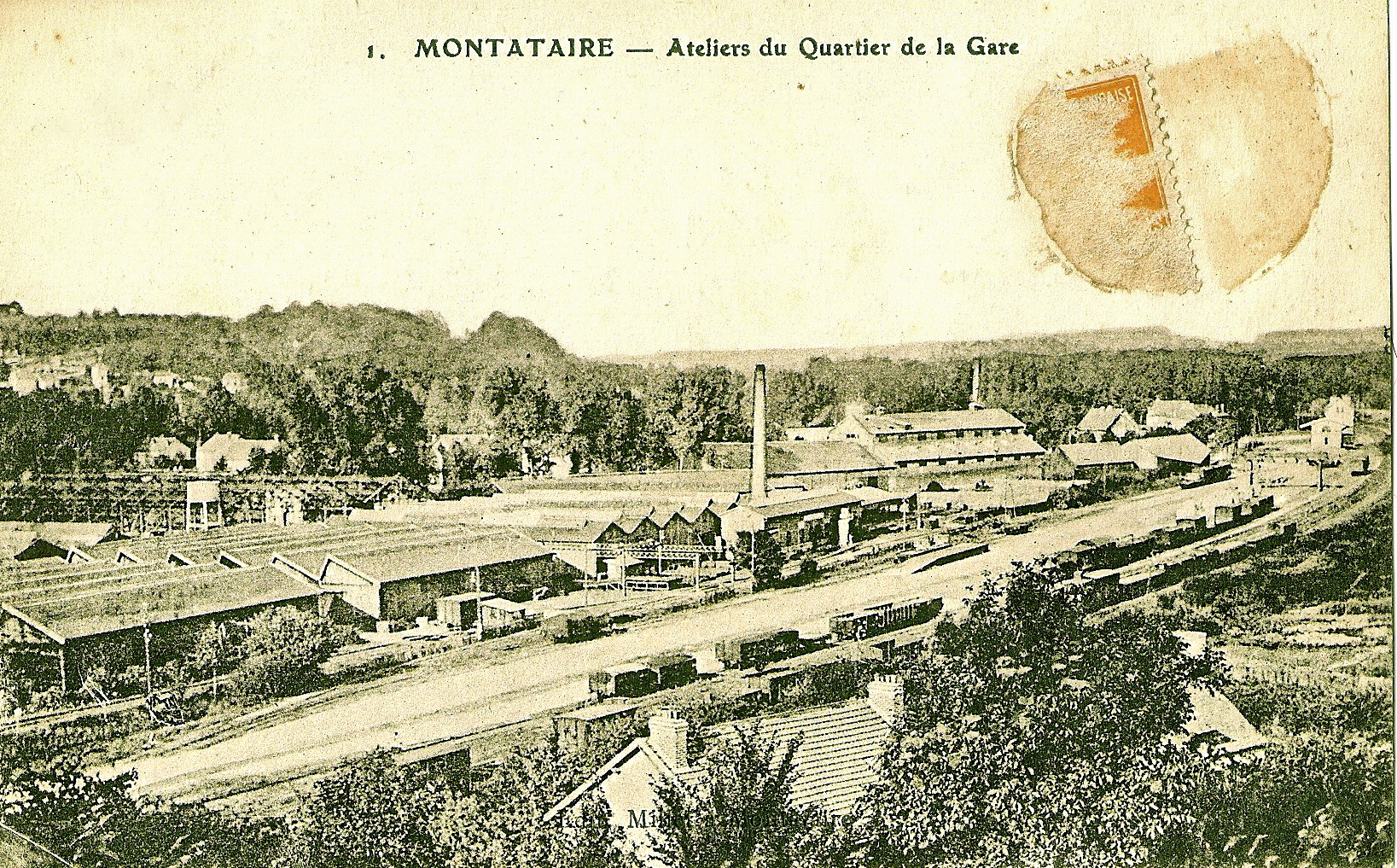
Le quartier de la gare
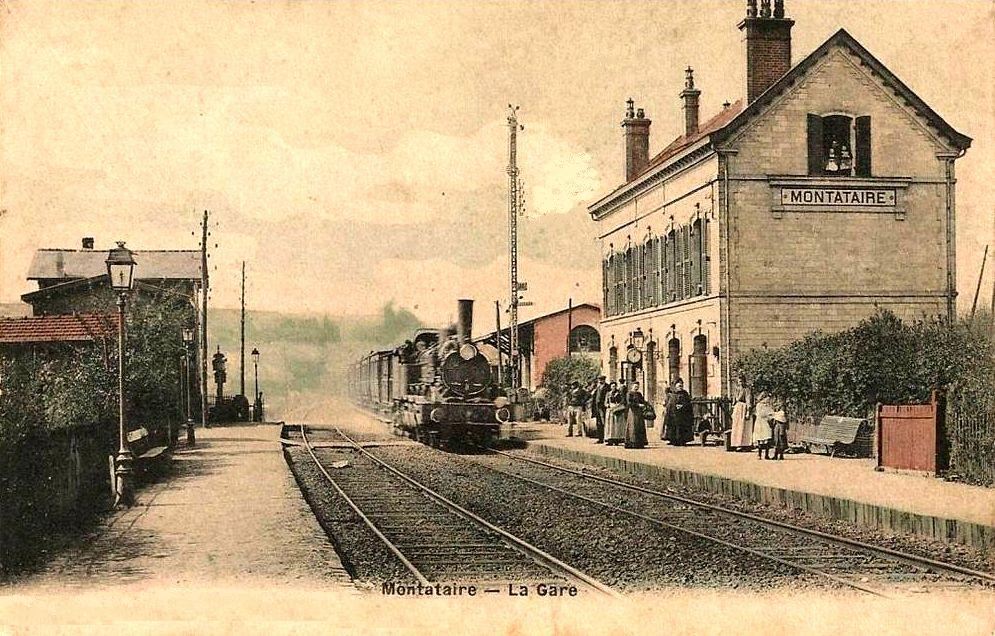
La gare
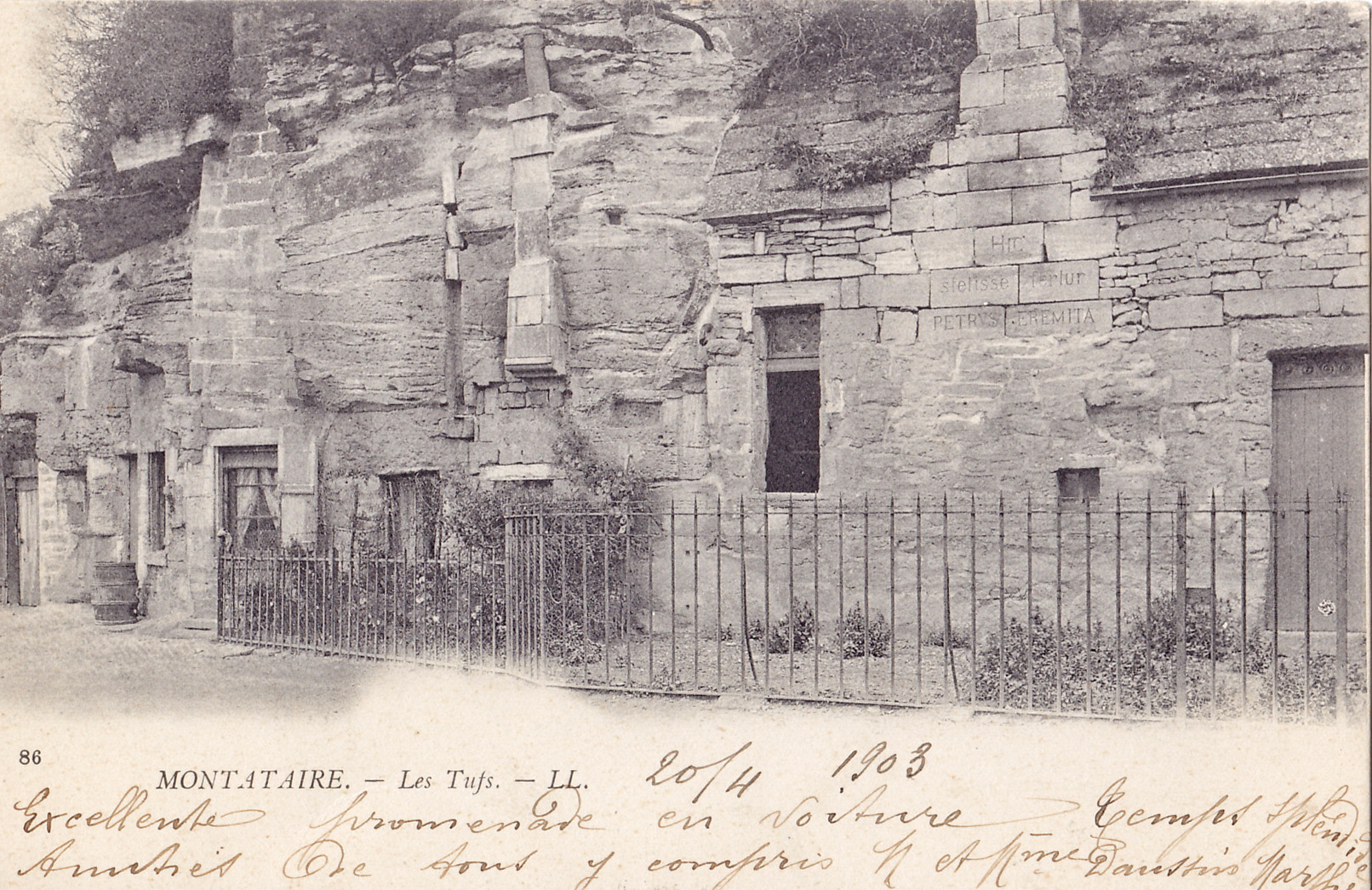
Habitat trogloditique aux Tufs

Montataire est frappée par une série de restructurations et de fermetures d'usine dans les années 1990-2000, qui plonge l'agglomération dans la crise : fermeture définitive de l'usine Chausson en 1996, restructuration de l'usine Arcelor en 2004, restructuration de Goss, fermeture de Still-Saxby en 2012, poussant le taux de chômage local à des niveaux record (22 % en 2010, et 50 % parmi les jeunes de moins de 25 ans).
En 2010, le groupe ArcelorMittal, malmené par la crise économique mondiale, cherche à revendre le château.

#### LeXXesiècleet ses conflits
Jacques-Simon Lorière prend la direction de la société Marinoni de 1909 à 1919 et participe au rachat en 1926, de la société Voirin, implantée à Montataire, dont usine a été créée par Jules Voirin entre 1892 et 1893, avec des agrandissements entre 1893 et 1913. Le nouveau groupe devient aussi propriétaire de la fonderie Grange de Montataire, pour ses approvisionnements. Ce site est réquisitionné, comme d'autres, lors de la première Guerre mondiale, en vue de la fabrication en urgence de têtes d'obus. L'usine Marinoni est, comme les forges et aciéries de la ville, située près de la gare de Montataire
Entre 1920 et 1926, cette usine Voirin bénéficie d'un programme d'extension et de transformation, dirigé par les architectes Auguste et Gustave Perret, qui ont déjà rénové deux sites industriels voisins, l'usine de construction mécanique Wallut et la fonderie Grange. La construction des nouveaux ateliers commence en février 1922. Les « presses Marinoni » (feuilles et bobines, avec procédé offset) ont équipé des centaines d'imprimeries en France.
Lors de la Seconde Guerre mondiale, les troupes allemandes occupent la ville, les usines, le château, et les Jeunesses hitlériennes[réf. nécessaire] l'école Joliot-Curie. Les habitants de Montataire se sont illustrés, nombreux[évasif], dans la Résistance à l'État nazi. Maurice Mignon, « le colonel Théo » dirige le détachement Valmy qui regroupe les résistants des villes de Montataire, Nogent, Creil et ses environs. Beaucoup[évasif] furent déportés à cause de leur appartenance à des réseaux de résistance, pour sabotage, mais aussi pour raisons politiques.
Pendant plus d'un siècle, ce "site industriel remarquable" du sud Oise fabriqua des rotatives pour la presse écrite. Marinoni y centralisa en particulier ses services après la seconde guerre mondiale, petit à petit, car son siège a été détruit pendant la guerre et reconstruit après, pour accueillir au début des années 1960, la nouvelle université de droit rue d'Assas dans le 6ème arrondissement de Paris.
À la suite de bombardements aériens de la guerre, l'usine Marinoni de Montataire avait vu elle aussi "un certain nombre d'installations vouées au ferraillage" mais elle avait ensuite, en 1950, mis en place la première imprimeuse multicolore en bobines, permettant l'impression du Reader Digest. La première au monde des machines offset multicolores est ainsi née en 1950 à Montataire chez Marinoni.
Pendant la guerre d'Algérie, les habitants et le conseil municipal expriment[réf. nécessaire], dès 1961, leur opposition au conflit, réclament des négociations pour l'autodétermination et pour le cessez-le-feu qui sera effectif le 12 mars 1962.
L'usine Marinoni de Montataire a intégré le groupe américain Harris Graphics, racheté en 1986 par AM International, puis le groupe Heidelberg. En 2013, Goss supprime 300 emplois et ferme son site de Montataire puis supprime encore 124 emplois en France deux ans après,

## Politique et administration

### Rattachements administratifs et électoraux

#### Rattachements administratifs
La commune se trouve dans l'arrondissement de Senlis du département de l'Oise.  
Elle faisait partie de 1793 à 1973 du canton de Creil, année où elle devient le chef-lieu du canton de Montataire. Dans le cadre du redécoupage cantonal de 2014 en France, cette circonscription administrative territoriale a disparu, et le canton n'est plus qu'une circonscription électorale.

#### Rattachements électoraux
Pour les élections départementales, la commune fait partie depuis 2014 d'un nouveau  canton de Montataire porté de 10 à 15 communes.
Pour l'élection des députés, elle fait partie depuis 1988 de la troisième circonscription de l'Oise.

### Intercommunalité
Les quatre communes de Creil, Nogent-sur-Oise, Montataire et Villers-Saint-Paul décident de se rapprocher en 1965 afin de mener divers projets structurants, tels que le développement de la station d'épuration, la construction de ponts et de la déviation de la nationale 16, le développement de zones industrielles et commerciales, la construction de l'hôpital et la création de l'IUT. Ils créent pour cela le district urbain de l'agglomération creilloise (DUAC), qui devient en 1999 une communauté de communes, puis devient en communauté d'agglomération par un arrêté préfectoral du 29 décembre 2010 qui a pris effet le 1er janvier 2011,. Cette transformation s'est accompagnée d'un accroissement des compétences de la CAC, notamment avec la maison du tourisme.
Dans le cadre des prescriptions de la loi portant nouvelle organisation territoriale de la République (Loi NOTRe) du 7 août 2015, prévoyant que les établissements publics de coopération intercommunale (EPCI) à fiscalité propre doivent avoir un minimum de 15 000 habitants, la CAC fusionne avec la communauté de communes Pierre - Sud - Oise pour former, le 1er janvier 2017, la communauté d'agglomération Creil Sud Oise (ACSO) dont est désormais membre la ville.

### Tendances politiques et résultats
Montataire est une ville marquée de longue date à gauche. Elle se dote d'une municipalité SFIO de 1919 à 1945, puis à direction communiste depuis la Libération de la France.
Lors du premier tour des élections municipales de 2014 dans l'Oise, la liste PCF-FG-PS menée par le maire sortant Jean-Pierre Bosino obtient la majorité absolue des suffrages exprimés, avec 2 231 voix (55,62 %, 27 conseillers municipaux élus dont 6 communautaires), devançant très largement les listes menées respectivement par : 

- Marie-Christine Salmona  (UMP, 790 voix, 19,69 %, 3 conseillers municipaux élus dont 1 communautaire) ; 

- Nadir Labet  (DVG, 588 voix, 14,66 %, 2 conseillers municipaux élus) ; 

- Stéphane Godard  (DVG, 310 voix, 7,73 %, 1 conseiller municipal élu) ; 

- Alain Lebreton  (POI, 92 voix, 2,29 %; pas d'élus).

Lors de ce scrutin 41,63 % des électeurs se sont abstenus.
Lors du premier tour des élections municipales de 2020 dans l'Oise, la liste PCF-PS menée par le maire sortant Jean-Pierre Bosino obtient la majorité absolue des suffrages exprimés, avec 1 594 voix (55,33 %, 27 conseillers municipaux élus dont 6 communautaires), devançant très largement les listes menées respectivement par : 

- Abdelkrim Kordjani (LFI, 637 voix, 22,11 %, 3 conseillers municipaux élus dont 1 communautaire) ; 

- Marie-Christine Salmona (LREM, 351 voix, 12,18 %, 2 conseillers municipaux élus) ;

- Stéphane Godard (DVG, 299 voix, 10,38 %, 1 conseiller municipal élu).

Lors de ce scrutin marqué par la pandémie de Covid-19 en France, 48,46 % des électeurs se sont abstenus.

### Jumelages
- Dheisheh (Palestine)
- Finsterwalde (Allemagne)

## Équipements et services publics
Dans le quartier des Martinets, où réside plus de la moitié de la population, seule la commune apporte des services publics, avec notamment une mairie annexe.

### Espaces publics
Depuis 2018, la commune affiche trois fleurs au  concours des villes et villages fleuris,.

### Énergie
La Régie communale du câble et d’électricité de Montataire (RCCEM), fondée en 1921 à l'initiative du maire anarchosyndicaliste  Auguste Génie est l'une des 130 structures municipales qui continuent à distribuer l'énergie électrique dans le cadre de dispositions de la loi no 46-628 du 8 avril 1946 sur la nationalisation de l'électricité et du gaz. En 2021, elle alimente en électricité  6 500 abonnés, particuliers ou professionnels, et propose également la connexion  à la télévision câblée et à Internet,.

### Enseignement
En 2019, la ville compte : 

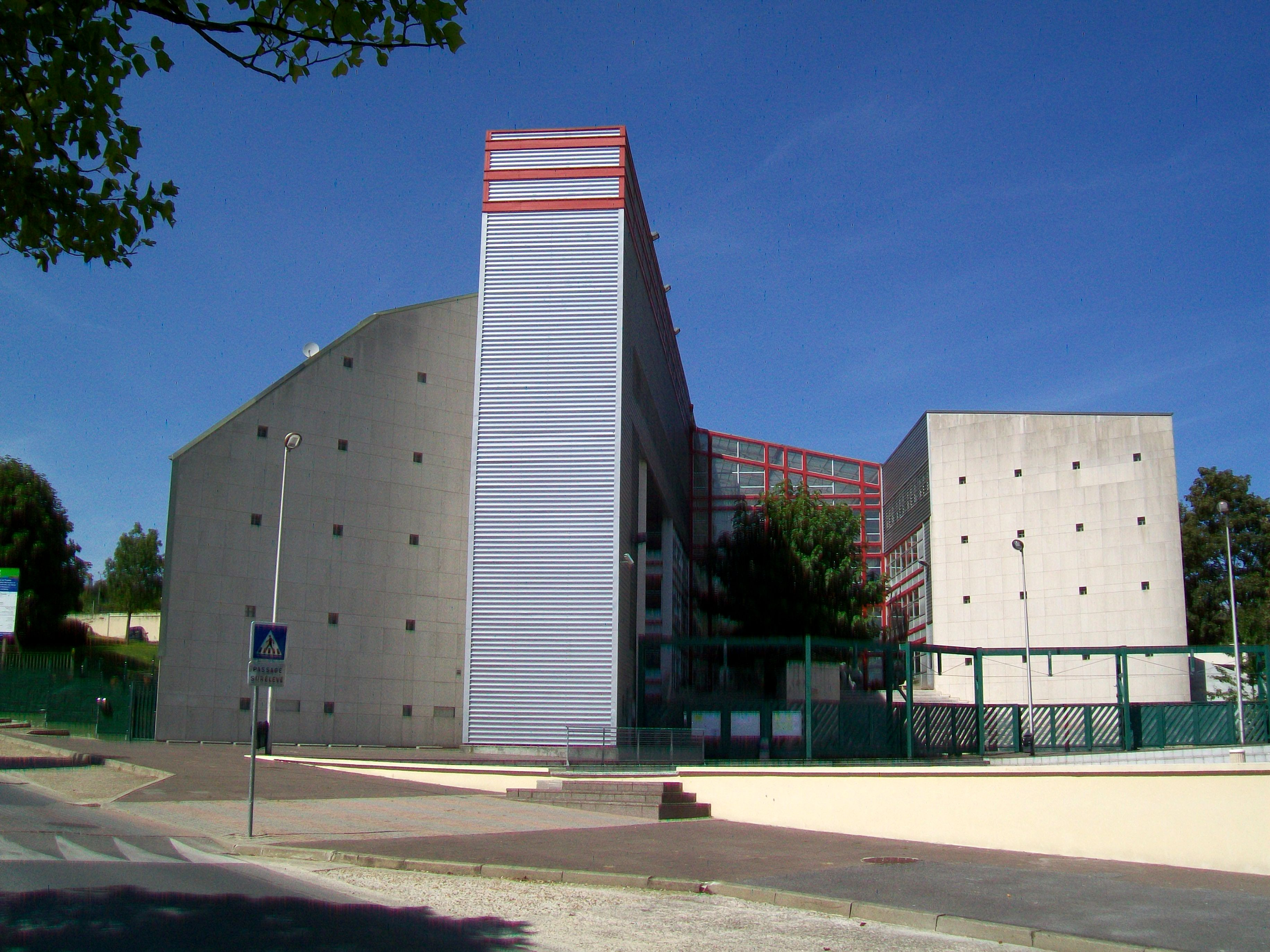
Le lycée André-Malraux.

- 6 écoles maternelles et 742 enfants inscrits
- 5 écoles élémentaires et 1 141 enfants inscrits
- 2 groupes scolaires regroupant une école maternelle et une école élémentaire
- 1 classe pour les moins de trois ans à l'école maternelle Jacques Decour 2 et M. et L. Bambier

Le collège Anatole-France scolarise environ 700 élèves.
Le lycée André-Malraux comprend un lycée général et technologique et un lycée professionnel et scolarise environ 1 200 élèves ».

### Santé
La commune est affectée par la fermeture de la maternité de Creil.
La réalisation d'un EHPAD, envisagée en 2014, n'a pu être réalisée durant la mandature municipale 2014-2020, et les personnes âgées valides sont accueillies à la résidence Maurice-Mignon.

### Postes et télécommunications
La commune dispose en 2019 d'un bureau de poste ainsi que d'une agence de Pôle emploi, situés dans la partie basse de la ville.

### Justice, sécurité, secours et défense
Le bureau de police a fermé en 2016, après une mise en sommeil en 2015. Le commissariat dont dépend la ville est celui de Nogent-sur-Oise, et la municipalité n'a pas souhaité mettre en place une police municipale afin de ne pas se substituer aux responsabilités de l'État,.

## Population et société

### Démographie
Les habitants sont appelés les Montatairiens et les Montatairiennes.

#### Évolution démographique
L'évolution du nombre d'habitants est connue à travers les recensements de la population effectués dans la commune depuis 1793. Pour les communes de plus de 10 000 habitants les recensements ont lieu chaque année à la suite d'une enquête par sondage auprès d'un échantillon d'adresses représentant 8 % de leurs logements, contrairement aux autres communes qui ont un recensement réel tous les cinq ans,.

En 2022, la commune comptait 13 944 habitants, en évolution de +4,49 % par rapport à 2016 (Oise : +0,87 %, France hors Mayotte : +2,11 %).
| 1793 | 1800 | 1806 | 1821  | 1831  | 1836  | 1841  | 1846  | 1851  |
| ---- | ---- | ---- | ----- | ----- | ----- | ----- | ----- | ----- |
| 808  | 820  | 908  | 1 010 | 1 169 | 1 179 | 1 535 | 2 226 | 2 657 |

| 1856  | 1861  | 1866  | 1872  | 1876  | 1881  | 1886  | 1891  | 1896  |
| ----- | ----- | ----- | ----- | ----- | ----- | ----- | ----- | ----- |
| 3 370 | 3 581 | 4 484 | 4 604 | 5 105 | 5 801 | 5 376 | 5 296 | 5 936 |

| 1901  | 1906  | 1911  | 1921  | 1926  | 1931  | 1936  | 1946  | 1954  |
| ----- | ----- | ----- | ----- | ----- | ----- | ----- | ----- | ----- |
| 6 752 | 7 141 | 7 347 | 7 809 | 7 518 | 7 392 | 7 368 | 7 618 | 8 555 |

| 1962  | 1968   | 1975   | 1982   | 1990   | 1999   | 2006   | 2011   | 2016   |
| ----- | ------ | ------ | ------ | ------ | ------ | ------ | ------ | ------ |
| 9 630 | 10 020 | 13 166 | 12 855 | 12 353 | 12 048 | 12 209 | 12 626 | 13 345 |

| 2021   | 2022   | - | - | - | - | - | - | - |
| ------ | ------ | - | - | - | - | - | - | - |
| 13 701 | 13 944 | - | - | - | - | - | - | - |

Montataire est la dixième ville de l'Oise par son nombre d'habitants, avant le chef-lieu d'arrondissement de Clermont et derrière Pont-Sainte-Maxence

#### Pyramide des âges
La population de la commune est relativement jeune.
En 2018, le taux de personnes d'un âge inférieur à 30 ans s'élève à 43,8 %, soit au-dessus de la moyenne départementale (37,3 %). À l'inverse, le taux de personnes d'âge supérieur à 60 ans est de 17,2 % la même année, alors qu'il est de 22,8 % au niveau départemental.
En 2018, la commune comptait 6 597 hommes pour 6 864 femmes, soit un taux de 50,99 % de femmes, légèrement inférieur au taux départemental (51,11 %).
Les pyramides des âges de la commune et du département s'établissent comme suit.
| Hommes | Classe d’âge | Femmes |
| ------ | ------------ | ------ |
| 0,3    | 90 ou +      | 0,5    |
| 4,2    | 75-89 ans    | 5,6    |
| 11,3   | 60-74 ans    | 12,4   |
| 19,0   | 45-59 ans    | 17,9   |
| 21,0   | 30-44 ans    | 20,3   |
| 18,6   | 15-29 ans    | 19,3   |
| 25,6   | 0-14 ans     | 24,0   |

| Hommes | Classe d’âge | Femmes |
| ------ | ------------ | ------ |
| 0,5    | 90 ou +      | 1,4    |
| 5,5    | 75-89 ans    | 7,6    |
| 15,6   | 60-74 ans    | 16,3   |
| 20,8   | 45-59 ans    | 20     |
| 19,4   | 30-44 ans    | 19,4   |
| 17,6   | 15-29 ans    | 16,2   |
| 20,6   | 0-14 ans     | 19,1   |

### Manifestations culturelles et festivités
- Mi-mars : Grand Prix cycliste
- Mai : festival « Danses et musiques du monde »
- Ascension : foire, braderie et marché
- 13 juillet : spectacle pyrotechnique et bal populaire
- Août : fête foraine
- Fin août : fête de la Libération de la ville et fête des centres de loisirs

## Économie
Montataire est une commune industrielle frappée par la désindustrialisation à la fin du XXe siècle et qui comprend notamment deux entreprises principales :
- AkzoNobel, entreprise produisant des laques et peintures[87], frappée par un important plan social en 2025[88],[89] ;

- Arcelor, entreprise produisant des tôles d'acier laminées[90]  ;

Le site de fabrication de rotatives Goss, qui a fermé en 2013 entrainant le licenciement 243 emplois à Montataire, a été racheté par l'intercommunalité afin amorcer un processus de retour d'activité en 2020,,. La friche Still Saxby est occupé en 2019 par un village économique, réunissant des organismes d'insertion, de formation ou des associations, et qui commence à redonner vie au site.

## Culture locale et patrimoine

### Lieux et monuments
Montataire compte un monument historique sur son territoire :
- Collégiale Notre-Dame, rue de l'Église  Classée MH (1865)[93]) : Construite à l'extrémité est de la proéminence rocheuse, au nord du château, elle domine la vallée de l'Oise et occupe l'emplacement d'un lieu de culte utilisé au moins depuis l'époque gallo-romaine. La première église a été construite à la fin du XIIe siècle, mais ses fenêtres étaient encore plein cintre comme à l'époque romane. Au nombre de quatre de chaque côté de la nef, elles sont murées depuis longtemps : en effet, l'essentiel de cette église primitive subsiste toujours. C'est la partie plus basse de la nef, à l'ouest, non voûtée et couverte d'une charpente avec fausse voûte du XVIe siècle. 
Le reste de l'église a été édifié au XIIIe siècle, d'un seul tenant, à commencer par le chœur polygonal, bien que les trois bas-côtés le long de l'église primitive soient d'une hauteur moindre que les trois bas-côtés de la partie centrale de la nef. Les pierres de réserve visibles depuis le parvis montrent qu'il était initialement prévu de démolir la partie ancienne pour obtenir ainsi un bâtiment homogène, mais il paraît que le seigneur de Montataire changea d'avis par le respect pour l'œuvre de ses ancêtres. La partie neuve de l'église comporte donc trois travées, dont celle du centre moins large que les autres ; une abside carrée au sud du chœur mais seulement un local bas au nord ; le chœur de deux travées ; ainsi que le clocher qui s'élève au-dessus de la dernière travée du bas-côté nord. Il est dépourvu de flèche. 
La physionomie de l'église se caractérise par la différence de niveau entre les deux parties de la nef, et aussi par les toitures pointues en pierre des bas-côtés. Le portail principal sur la façade occidentale comporte une quadruple archivolte, au décor sculpté très abîmé, et un tympan nu. La disparition du gable dont on voit encore les traces est assez récente. Le portail secondaire au sud est précédé d'une avancée ogivale surmontée d'un gable. À triple archivolte, ses chapiteaux sont mieux conservés, et le tympan présente un groupe d'Annonciation monolithique. 
À l'intérieur, l'église frappe par la rareté de son mobilier et paraît vide. Comme à Creil et Nogent, l'on note la présence d'une cheminée[94],[95],[Note 9],[96].

La collégiale Notre-Dame
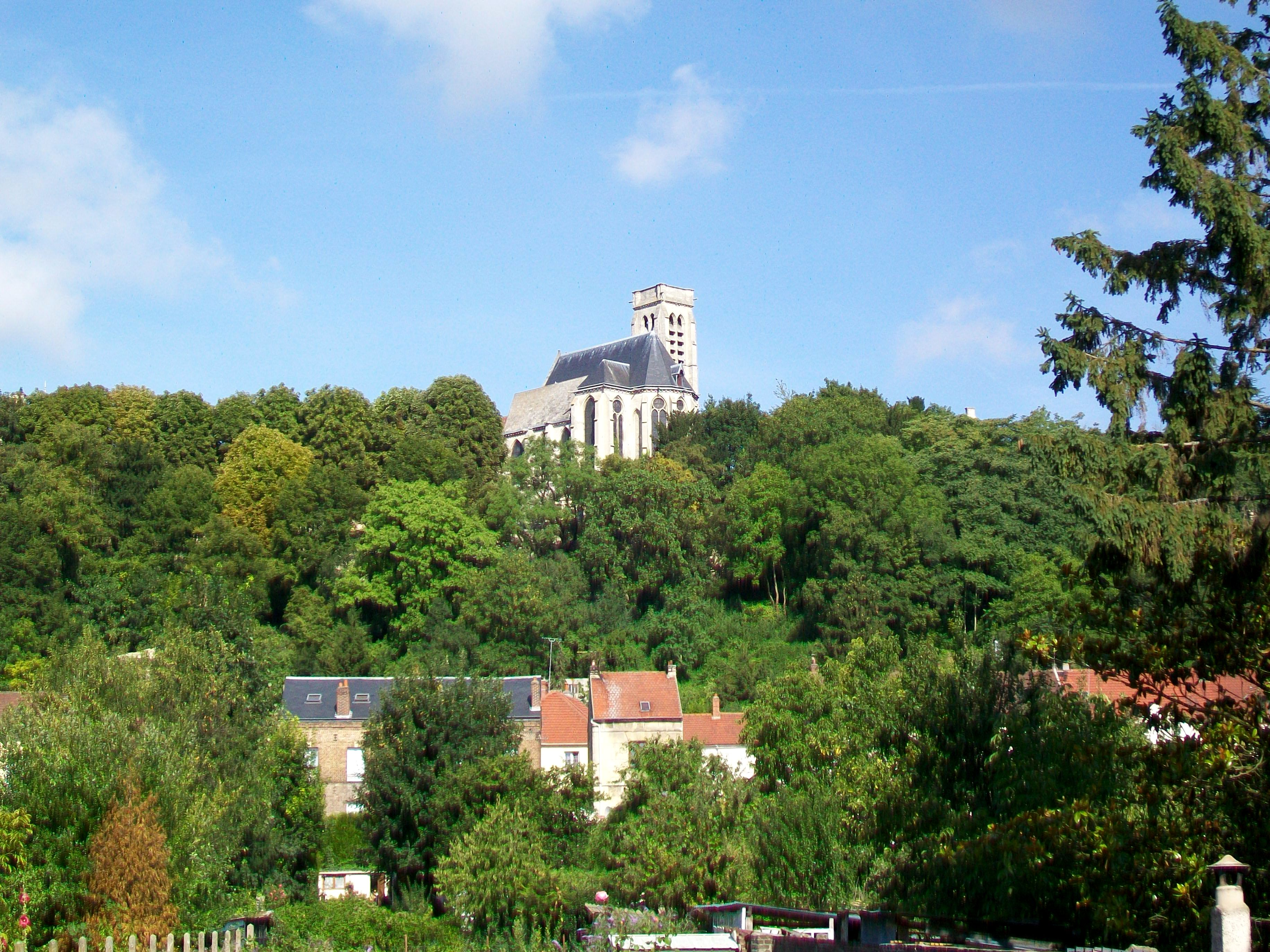
Vue depuis le quartier de Gournay.
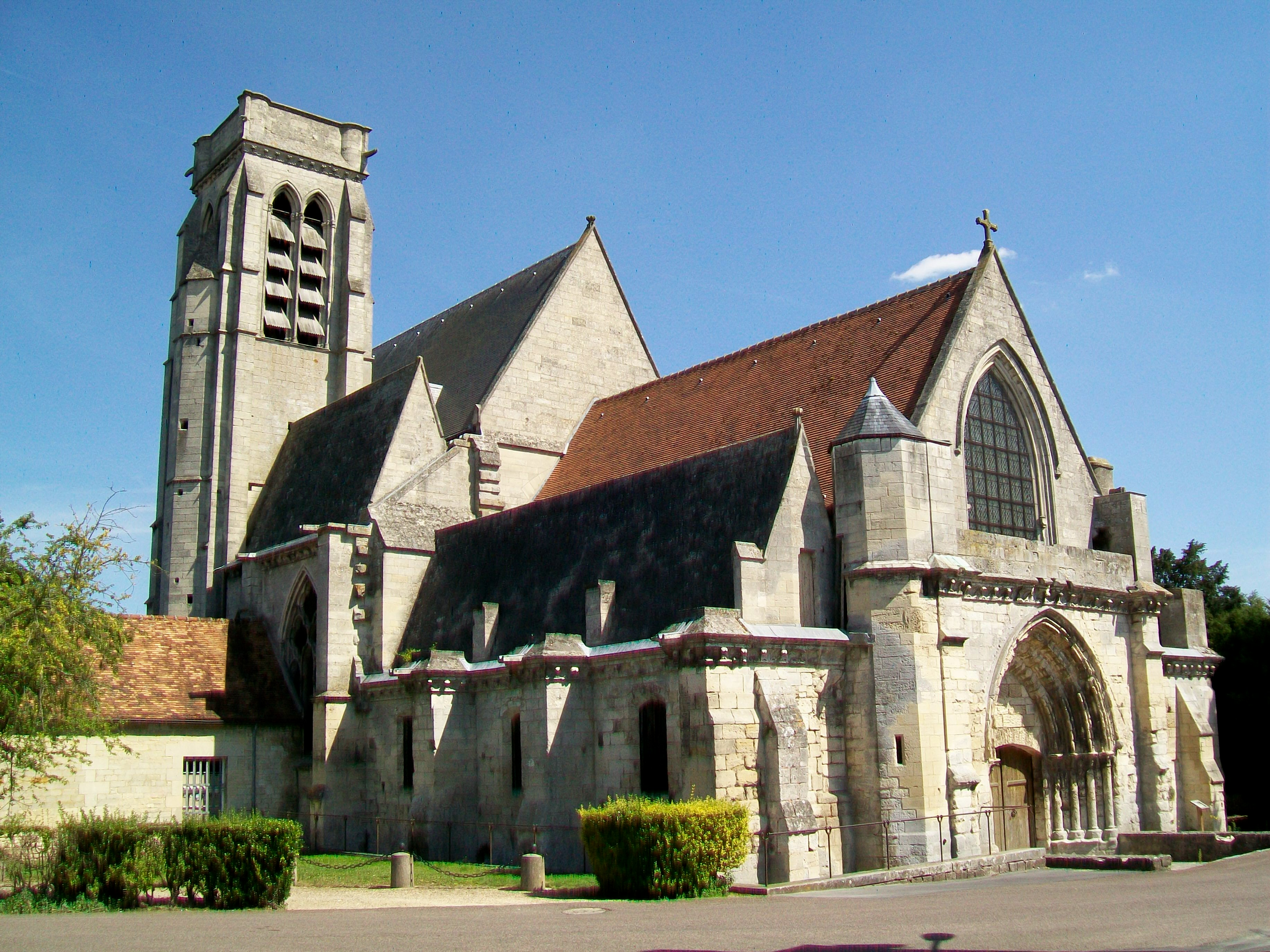
L'église depuis le nord-ouest. La partie du XIIe siècle est couverte de tuiles.
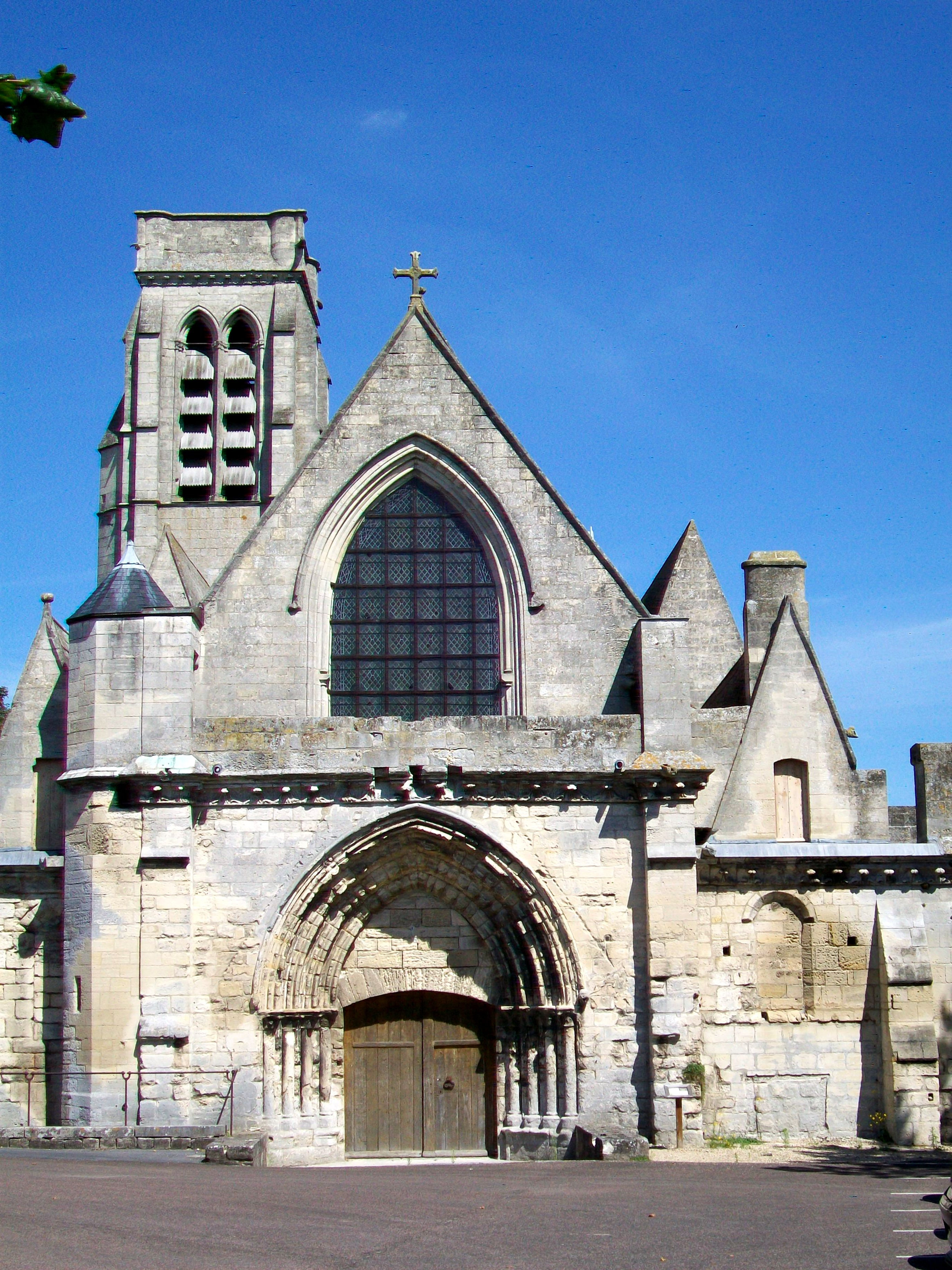
La façade.
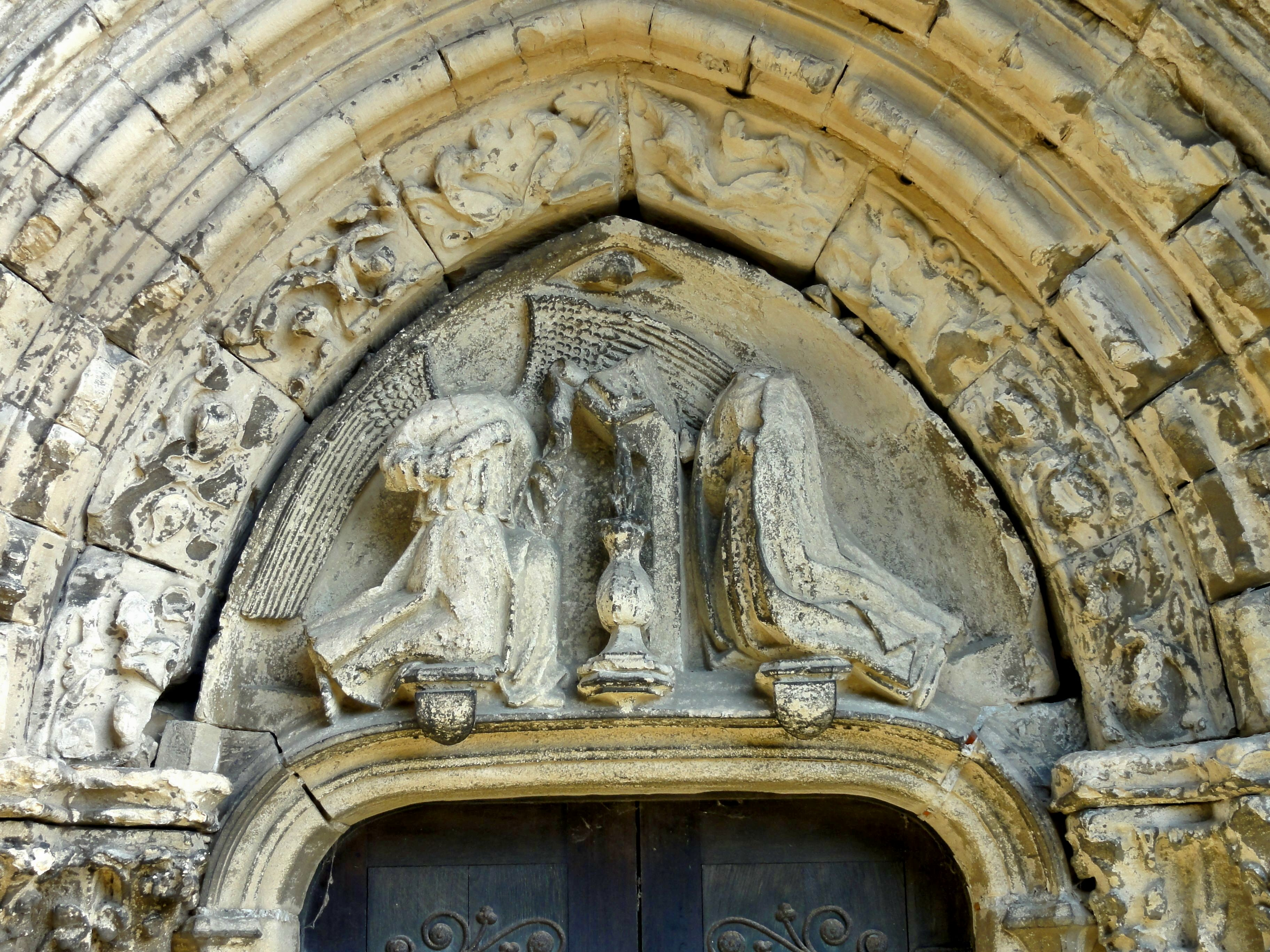
Tympan du portail sud.

On peut également signaler : 

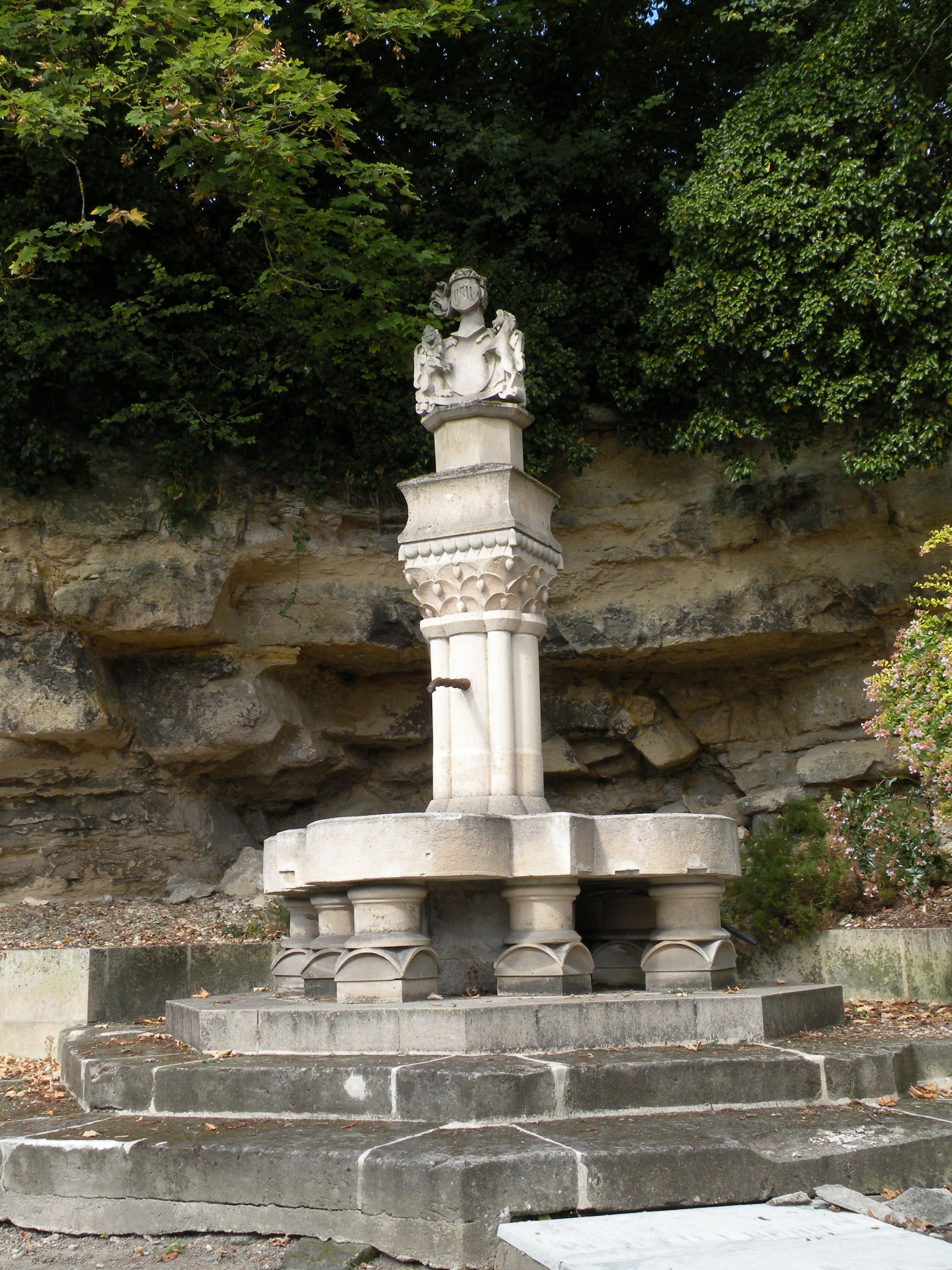
La fontaine du Jubilée.

- Château de Montataire, allée des Marronniers : construit au XIIe siècle par le comte Renaud II de Clermont (vers 1074 - vers 1154) sur la demande du roi Louis VI le Gros[97], il se compose d'un corps de logis en équerre flanqué de quatre tours rondes de diamètres différents. Le bâtiment a été remanié à diverses reprises jusqu'au XIXe siècle[98]. 
Après avoir été la propriété d'ArcelorMittal jusqu'en 2012, c'est aujourd'hui une propriété privée. Le parc accueille plusieurs immeubles de logements. Des visites guidées du château sont organisées par les propriétaires des lieux. Le château peut être vu de loin depuis la rue Lénine à l'est[99],[100].

- Petit château ou château Khardys, allée des Marronniers : il rappelle le château de Montataire de par son style néogothique, mais ne possède que deux tourelles d'angle.

- Fontaine du Jubilé, à gauche de l'entrée du petit château : édifiée en 1897 pour le soixantième anniversaire de l'accès au trône de la reine Victoria du Royaume-Uni.

- La Halle Perret, une ancienne halle en béton armé construite en 1949 par Auguste Perret, a été transformée en centre culturel polyvalent par l'Atelier d'Architecture Pierre Hebbelinck en 2018[101]

- Mémoriaux des guerres : 
  - Monument aux morts, devant la mairie : il rend hommage aux soldats morts pour la France lors des deux guerres mondiales et à la guerre d'Algérie.
  - Monument des Déportés, rue des Déportés, près du Thérain : consacré aux personnes déportés et le plus souvent assassinés sous l'Occupation pour leur origine, leurs idées ou leur engagement politique.
  - Le monument à toutes les victimes de la guerre d'Algérie.

- Parc urbain public du Prieuré, rue André-Gnisti, au sud du Thérain et à l'ouest de la zone industrielle : parc de 30 ha avec un grand plan d'eau à l'emplacement d'une ancienne carrière, espace naturel et étang de pêche, accessible aux personnes à mobilité réduite[102].

- Le Bois-Godard, réaménagé en 2015 dans le cadre du programme de rénovation urbaine (PRU) et qui surplombe la ville, en offrant une vue imprenable sur l’ensemble du territoire[103].
La vigne du Bois-Godard y a été  plantée en 2015, et ses premières vendanges ont eu lieu en 2017[104],[73].

- Coulée verte de Montataire[105].

- Les berges du Thérain, aménagées en lieu de promenade[106].

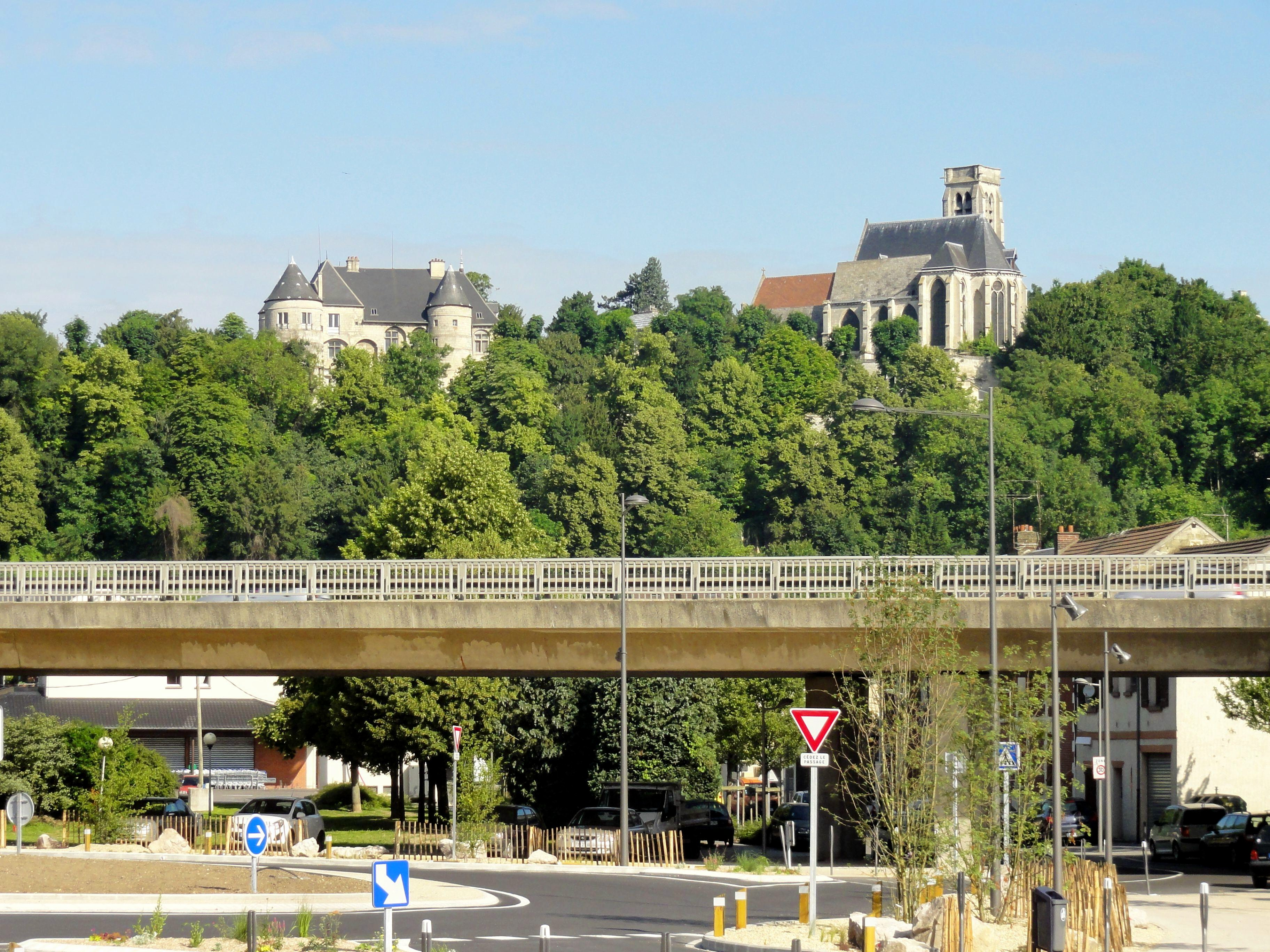
Le château et la collégiale.
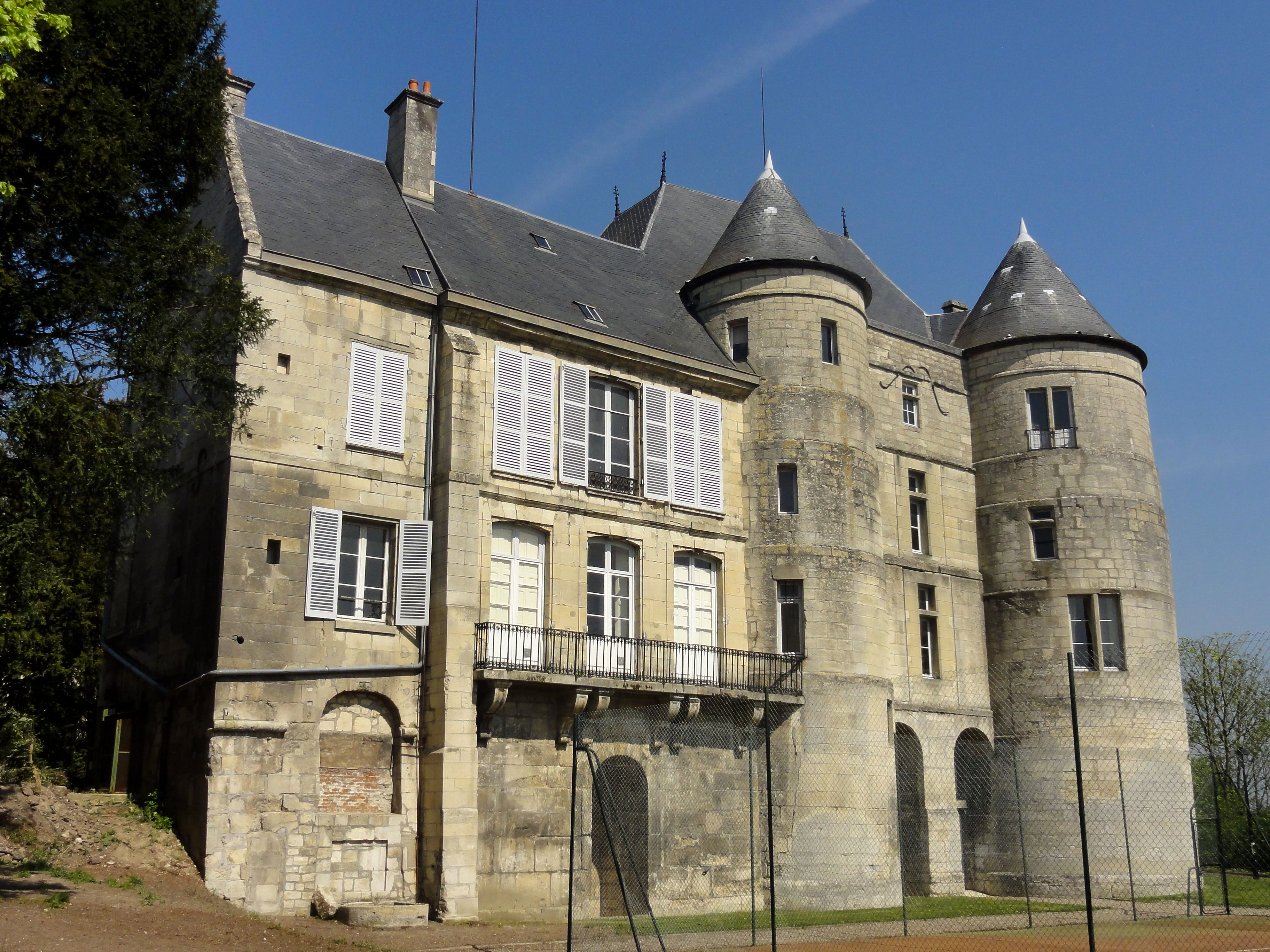
Le château.
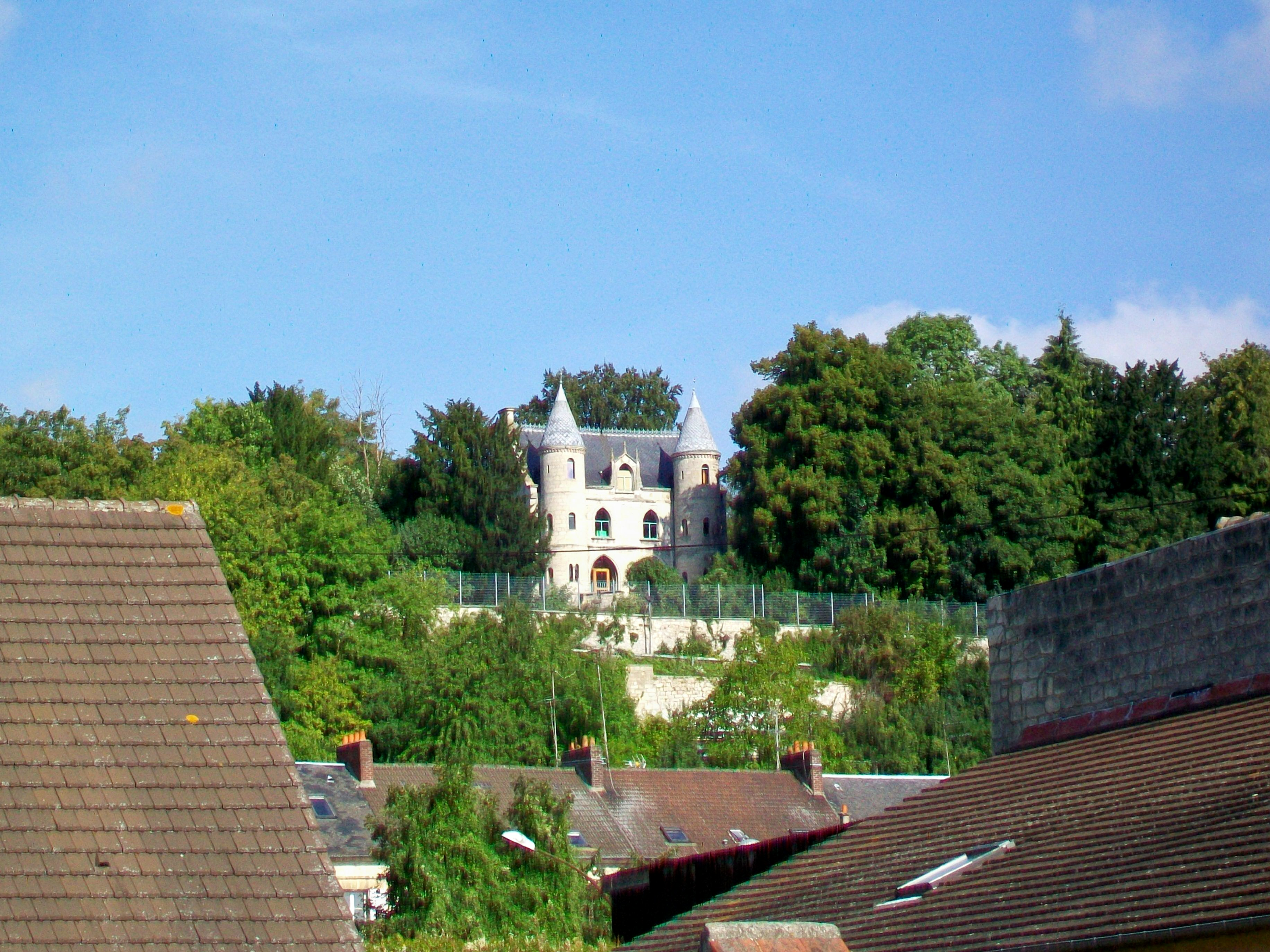
Le petit château.
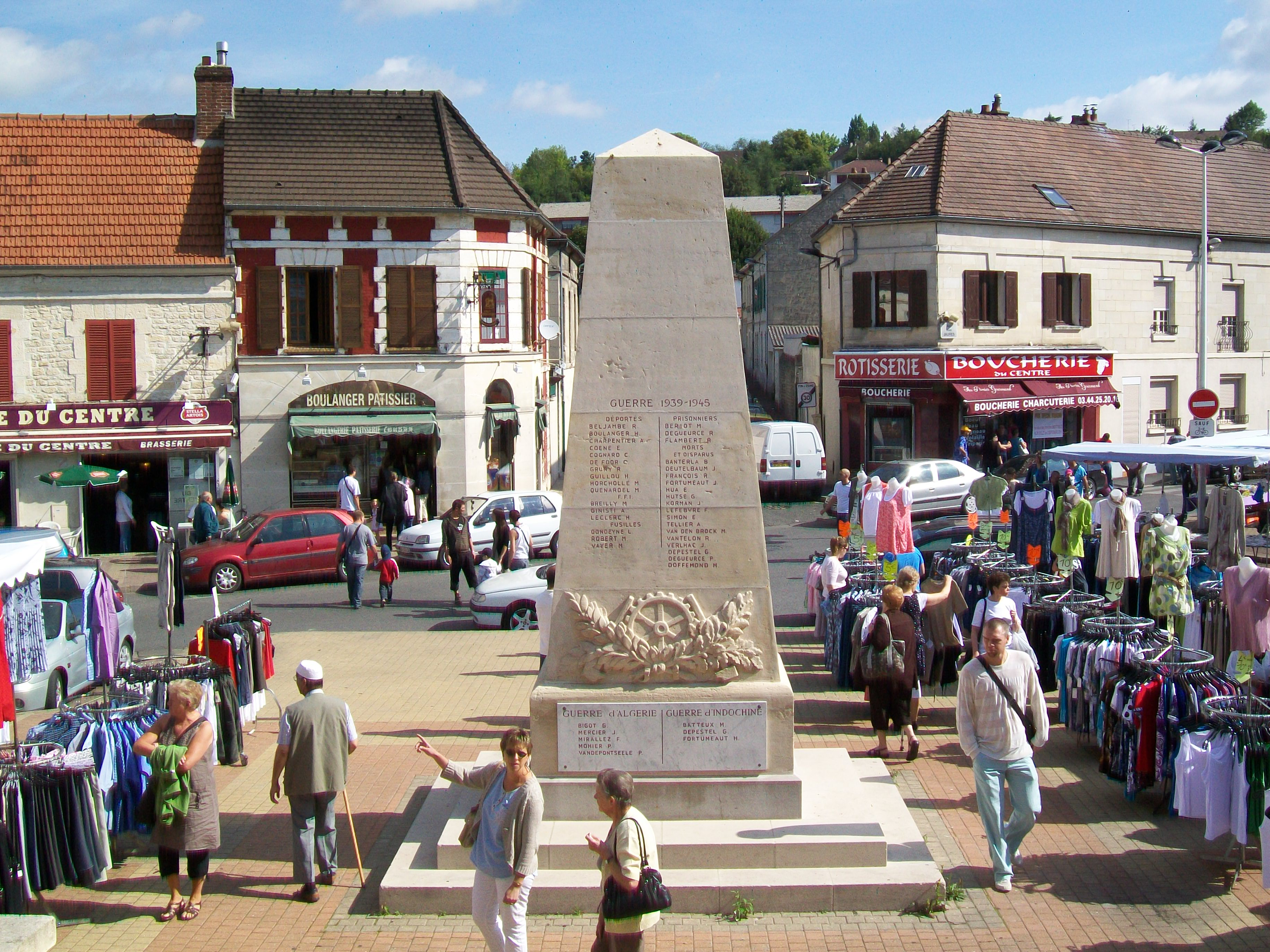
Le monument aux morts.
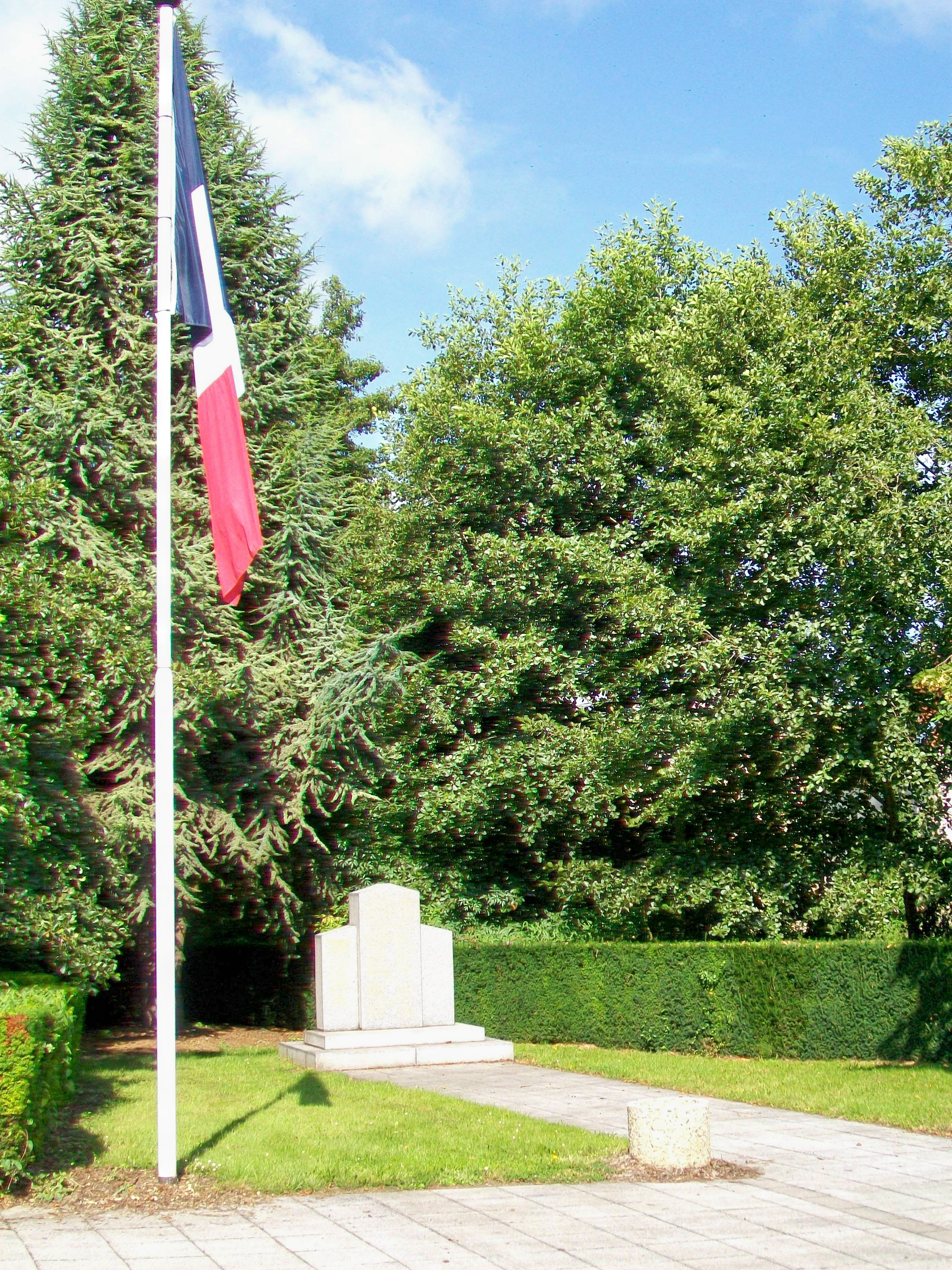
Le monument des Déportés.

### Personnalités liées à la commune
- Édouard Normand (1818-1896), ancien maire de Nantes, y est décédé.
- Maurice Borrel (1804-1882), sculpteur, graveur et médailleur français né à Montataire.
- Constant Ménager (1889-1970) cycliste français, professionnel de 1907 à 1914 et en 1919.
- Marcel Barbeault, (1941- ), tueur en série français vivait dans une HLM de la ville jusqu'à son arrestation en 1976.
- Majid Berhila (1979- ), humoriste en duo avec Hugues Duquesne (Les Lascars Gays).

### Héraldique
| Blason de Montataire | Blason  | D'azur au rocher d'or, sommé d'une tour du même ouverte, ajourée et maçonnée de sable, accostée de deux étoiles de six rais aussi d'or, au pont en poutre métallique de sable, supporté par deux piles d'or brochant sur le pied du rocher, le tout posé sur une champagne cousue de gueules, supporté à dextre par un lion contournée, la patte senestre sur la tour et la dextre sur la pile dextre du pont, empiétant une enclume en bande et à senestre, par un chien, la patte dextre sur la tour et la senestre sur la pile senestre du pont, empiétant un marteau en bande, les deux animaux brochant sur la champagne, accostant, en pointe, une lettre M capitale calligraphiée surmontée d'une étoile de six rais, le tout aussi d'or. |
| Blason de Montataire | Détails | Le statut officiel du blason reste à déterminer. |

## Pour approfondir